# نهاية التاريخ والإنسان الأخير
نهاية التاريخ والإنسان الأخير، هو كتابٌ فَلسَفيٌّ اِجْتماعيِّ، غيرُ روائيِّ، من تأليف العَالِمِ والفيلسوف السياسي الأميركي فرانسيس فوكوياما. في صيف 1989، نَشَرت مجلة ناشيونال إنترست مقالاً بعنوان نهاية التاريخ؟ وأُطْروحَتهُ الأساسيَّة أن الديمقراطيَّة الليبراليَّة بقِيَمها عن الحرية، الفردية، المساواة، السيادة الشعبية، ومبادئ الليبرالية الاقتصادية، تُشَكِّلُ مرحلة نهاية التطور الأيديولوجي للإنسان وبالتالي عولمة الديمقراطية الليبرالية كصيغةٍ نهائيةٍ للحكومة البشرية. بِغَضِّ النَظَر عن كيفية تجلي هذه المبادئ في مجتمعاتٍ مختلفة. نهاية التاريخ لا تعني توقف الأحداث أو العَالَم عن الوجود، ولا تقترح تلقائية تبني كافة مجتمعات العالم للديمقراطية، المقصود وجود إجماع عند معظم الناس بصلاحية وشرعية الديمقراطية الليبرالية، أي انتصارها على صعيد الأفكار والمبادئ، لعدم وجود بديل يستطيع تحقيق نتائج أفضل. وعلى المدى البعيد، سوف تغلب هذه المبادئ وهناك أسبابٌ للإيمان بذلك.
سائراً على خطى الفيلسوف الألماني جورج هيغل، استعمل فرانسيس الجدلية باعتبارها قوةً دافعة خلف حركة التاريخ البشري. هذا التاريخ ليس مُجرَّد سجلٍ للأحداث بل عمليةٌ ارتقاءٍ متواصلةٍ للفِكْرِ البشري. لهذا الارتقاء مُحركان: العلم الطبيعي الحديث، والنضال من أجل الاعتراف. وناقش كيفية تجلي هذا النضال في مجالات الثقافة، السياسة الدولية، الأخلاقيات، الدين، القومية، والعمل. الإنسان الأخير هو تحليل مرحلة ما بعد الاعتراف والانتهاء المفترض للجدلية، إنسان ما بعد الحداثة وما بعد الإنسانية.
صدر الكتاب عام 1992 وأثار ضجة كبيرة، وكان سبباً لاستحقاق شهرة فوكوياما. تنوعت انطباعات النقاد بشأن محتواه، المحتفون رَأَوْا أنَّ فوكوياما لم يكتفي بتأكيد انتصار الليبرالية بل قدم المعنى خلف هذا النصر، بينما رأى آخرون أنه مُجرَّد انتصاريةٍ ليبرالية بعد الحرب الباردة، وما بين الموقفين مجالٌ واسعٌ من الآراء والمراجعات.

## خلفية
أثارت المقالة جدلاً كبيراً وغير اعتيادي في تاريخ نشرها. صحيفة النيويورك تايمز نَشَرت مقالةً افتتاحية وَرَدَ فيها أنه وبعكس المنشورات الفلسفية الشهيرة التي نُشرت حديثاً، ينتمي فوكوياما لما يُسمى في الأوساط الأكاديمية بالـ«عالم الحقيقي»، لأنه كان نائب مدير التخطيط السياسي في وزارة الخارجية الأميركية. في نفس الافتتاحية، وَرَدَ عن فرانسيس قوله أنه لا يفهمُ سبب الضجة لأن المقالة ليست متعلقة بأي سياسة تُذكر بقدرِ ما كانت مُجرَّد أمرٍ يُفكر فيه. وفقاً لصحيفة ستانفورد دايلي، كُتِبت افتتاحيةُ النيويورك تايمز بنبرةٍ انتقادية مضافٌ عليها ملاحظاتُ ناقديه، غير أنَّ الأحداثَ التي وقعت بعد بضعة أسابيع كانت كفيلةً بتغيير انطباعات الجمهور وجعلت مقالةَ فوكوياما تاريخيةً بشكل أو بآخر.

وفقاً لفرانسيس في مقالٍ نُشَر عام 1999 بعنوان مراجعات: الإنسان الأخير في زجاجة، البذور الأولى للكتاب كانت في 1987 عندما التقى أوين هاريس، أحد مؤسسي ناشيونال إنترست، وطلب منه الأخير المساهمة في المجلة. كان فرانسيس يعملُ باحثاً في السياسة السوفييتية لمؤسسة راند، ولم يكن لديه ما يقدمه لناشيونال إنترست إلى أن قرأ خطاباً لميخائيل غورباتشوف وردت فيه عبارة:
 بما أن المنافسة التجارية هي أحد أهم جوانب الرأسمالية، اتصل فرانسيس بمنظر سياسي لم يُسَمِّيه وقال: إذا كان ذلك صحيحاً، فقد وصلنا نهاية التاريخ، مستعيراً عبارة هيغل الشهيرة. أصبحت الملاحظة أساس محاضرةٍ ألقاها فرانسيس في جامعة شيكاغو، ومن ثم للمقالة التي قدمها لمجلة ناشيونال إنترست.

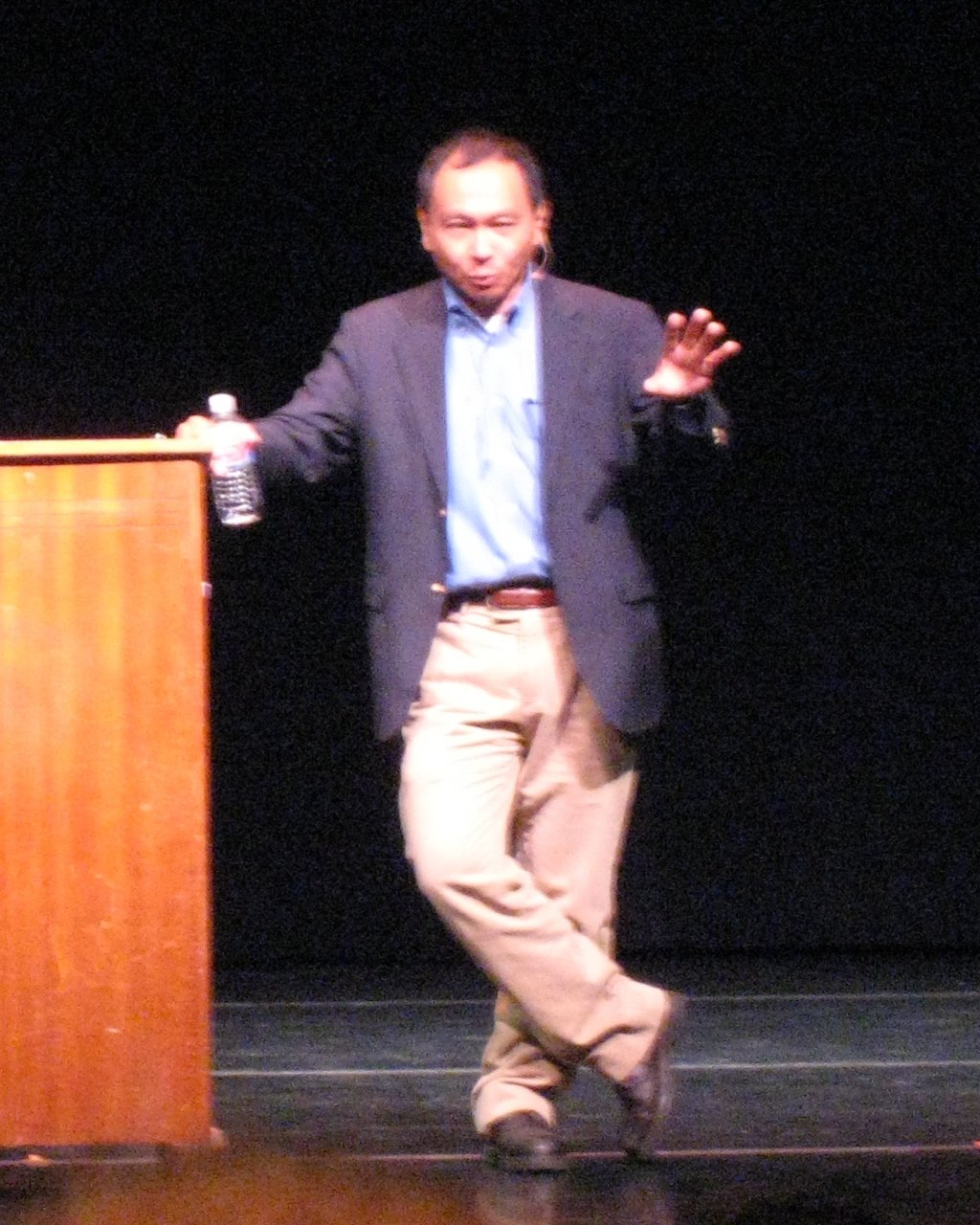
فرانسيس فوكوياما عام 2007

ارتبط اسم فوكوياما بالمحافظين الجدد خلال العقدين الأخيرين من القرن العشرين. ليو شتراوس، هو أحد الأسماء التي تُذكَرُ عادةً عند التطرق إلى المحافظين الجدد من قِبَل ناقديهم. جادل شتراوس بوجود ما وصفه بـ«أزمة الحداثة» حيث استخدام المنطق الفلسفي لمعالجة أغراضٍ عملية معرضٌ للانهيار بسبب تقاليد تقويض الذات في الفلسفة الغربية، إلى جانب ارتياح مواطني الديمقراطيات الليبرالية لمفهوم النسبوية لاعتقادهم أنها تشجع التسامح والسياسات الليبرالية. هذه التقاليد التي ظهرت في أوروبا أولاً، عارضت الأطروحات التي تجادل بعالمية أفكار عصر التنوير، وبالتالي تميل النسبوية إلى الاعتقاد بتساوي جميع الأفكار وجزء من ذلك نابعٌ من رفض المركزية الإثنية. النسبوية هي نقيض المطلق، ويقول فرانسيس أن إدعاء الحق المطلق سُلوكٌ طغياني ولكن هذا لا يعني أن جميع الأفكار والمعتقدات متساوية. إن كانت كذلك، لن يكون هناك مَوقعٌ أخلاقيٌّ أسْمَى يُمْكنُ من خلاله تقييم وإطلاق الأحكام على أكثر السُلوكياتِ بُغضاً وبشاعة، بغياب أساسٍ لمفهوم الحق. بالنسبة لناقدي شتراوس، كانت هذه الأفكار خلف السياسات الخارجية للمحافظين الجدد وبالذات مشاريع نشر الديمقراطية الليبرالية بالقوة العسكرية، وهو الذي فَنَّدَه فوكوياما، وعددٌ آخر من المُثَقَّفين في أُطروحاتٍ مُفَصَّلة. هذا الإيمان بعالمية مبادئ الديمقراطية الليبرالية وتَفَوُّقِها على الآيديولوجيات الأخرى، جانبٌ رئيسي من الكتاب.
أليكساندر كوجيف، هو فيلسوفٌ آخر كان له تأثيرٌ على فرانسيس. كان ليو شتراوس من أشاع أطروحات كوجيف في الولايات المتحدة، وآلن بلوم الذي كان أحد أساتذة فوكوياما بجامعة كورنيل، كان بدوره أحد تلامذة شتراوس وقَدَّم ترجمته الخاصة. كوجيف هو أول من قَدَّم تفسيراً لظواهرية الروح الهيغلية خلال تدريسه في المدرسة التطبيقية للدراسات العليا بباريس، وأشاع فرانسيس هذه التفسيرات في كتابه. الكتابُ ليس مُجَرَّد تكرارٍ لتفسيرات كوجيف، ولكن كان لمؤَلَفَه المعنون مقدمة لقراءات هيغل تأثيرٌ كبيرٌ على الكاتب. يُوَضّح فرانسيس في متن الكتاب احتمالية أن تفسيرات كوجيف قد لا تعكس كيفية فَهْم هيغل لنفسه بالضرورة، إذ استعمل كوجيف بعض تعاليم هيغل مثل النضال من أجل الاعتراف و نهاية التاريخ، وجعلها محورية بطريقةٍ ربما لم يفعلها هيغل نفسه. إذاً الاشارات إلى هيغل في الكتاب، هي في الحقيقة إشاراتٌ لتفسير أليكساندر كوجيف والأفكار الخاصة المتولدة عنه. كانَ لصامويل هنتغتون تأثير على المؤلف كذلك وبالذات الحجج الواردة في مؤلفه الكلاسيكي النظام السياسي في المجتمعات المتغيرة عن التحديث السياسي وجذوره، وهو كتابٌ يعتبره فوكوياما نفسه من أهم أعمال هنتغتون وأكثرها ديمومة.

## هدف الكتاب
يقول المؤلف أنه كَتَب المقالة الشهيرة لاعتقاده أن التشاؤم بشأن مستقبل الحضارة والذي تولد بسبب أحداث الحربين العالميتين الأولى والثانية، لم يكن يعكس صورة كاملة عن الاتجاهات أو الميول الايجابية الآخذة بالتَّشَكُّل مثل عمليات الدمقرطة التي سماها صامويل هنتجتون بالـ«موجة الثالثة».

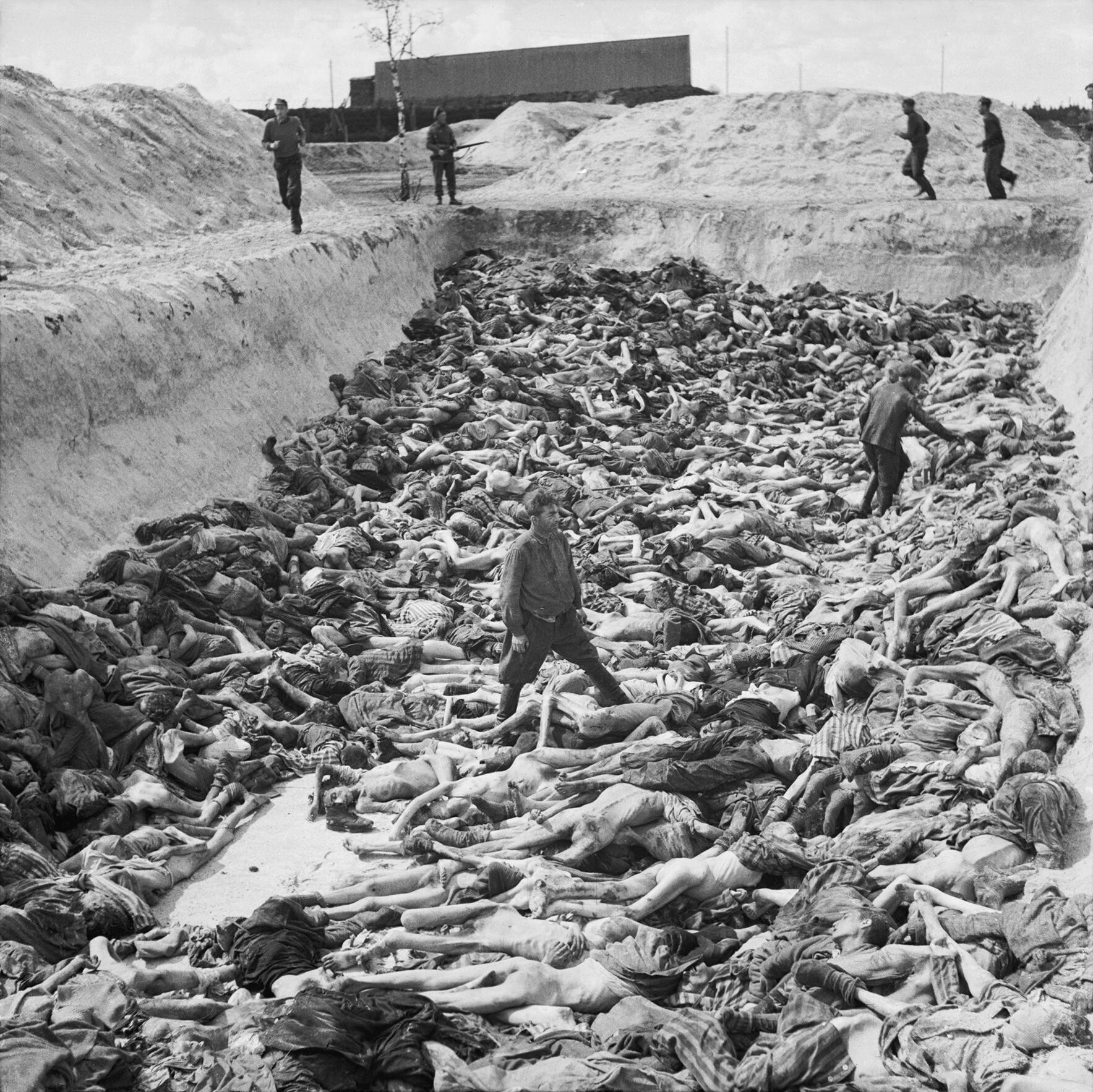
مقابر جماعية لضحايا غرف الغاز النازية. شكلت أحداثٌ كهذه صدمةً قاسيةً لتوقعات القرن التاسع عشر المتفائلة.

في الفصل الأول من الكتاب وتحت عنوان تشاؤمنا، يستعرضُ فرانسيس مَراحلَ تَحَوُّلِ النظرة الغربية لمستقبل التاريخ. خلال القرن التاسع عشر، طغى الإحساس أن مبادئ الثورتين الفرنسية والأميركية حطمتا عروش الأوتوقراطيين إلى الأبد واستبدلتهم بسلطاتٍ عقلانية تساوي بين جميع الناس في الحقوق. الحرب العالمية الأولى والثانية، صعود الفاشية والنازية والستالينية، جميعها أحداثٌ شَكَّلَت صدمةً قاسيةً لتلك التوقعات وهدمت فكرة التقدم الإنساني في الوجدان الأوروبي. أُستُخدمت قِيَمِ العمل والاجتهاد التي أوجدها البرجوازيون لارتكاب المجازر، وأنتجت عمليات التحديث السياسي أنظمةً استبداديةً بالغة القوة بأجهزةٍ أمنيةٍ فعّالة. إبادةُ قطاعات مجتمعية بأكملها مثلما حدث في الغولاغ والهولوكوست، لم يكن ليحدث لولا تسخير منفذيها للتكنولوجيا والتنظيم السياسي الحديث. إذ ربطت نظريات القرن التاسع عشر المآسي الإنسانية بالتَخلُّفِ الاجتماعيّ، غير أنَّ مجازر النازيين وقعت في أكثر أمم أوروبا تقدماً. حتى الدول الديمقراطية الليبرالية لجأت لوسائل الإرهاب العسكري مثل قصف دردسن الألمانية والهجوم النووي على هيروشيما وناجازاكي.
هذه الأحداث وغيرها خلال القرن العشرين، بدّدَت أوهام التفوق الأخلاقي والعقلاني لأوروبا وبدأوا بمراجعة فرضية ما إذا كان الاعتقاد الرابط بين التقدم والديمقراطية الليبرالية يُعَبِّر عن مركزية إثنية ضيقة. فتعزز التشاؤم الغربي من إمكانية انتشار الديمقراطيات وإزدهارها، بل قبلوا بالشيوعية كبديلٍ قوي للديمقراطية الليبرالية. الواقعيين الكلاسيكيين مثل هنري كيسنجر، اعتبروا النضج السياسي تَقَبُّل العالم كما هو وليس كما نرغب وعلق قائلاً بأن التحدي الشيوعي قائمٌ إلى الأبد. لم يشهد العالم بمجمله كوارث جديدة خلال النصف الثاني من القرن العشرين وبدأت الأنطمة الدكتاتورية بالانكشاف والتفكك شيئاً فشيئاً، وتلى انهيارها قيام أنظمة ديمقراطية ليبرالية بعضها انزلق إلى اللا استقرار السياسي أو شكل آخر من أشكال الديكتاتورية. إذا كان التحديث السياسي أدى إلى قيام دول شمولية، فان أواخر القرن العشرين كشفت الضعف البنياني لتلك الأنظمة وهو ما تطلب مراجعة النظرة المتشائمة لسيرورة التاريخ.
بخصوص السيرورة التاريخية، يُجادلُ فرانسيس بأن التاريخَ بمعناهُ الفلسفي الكبير، ينتهي بشكل جِدٌّ مُختلف عن تصورات المفكرين اليساريين. عَملياتُ التحديث الاقتصادية والسياسية لا تؤدي إلى الشيوعية، ولكن لشكلٍ من أشكال الديمقراطية الليبرالية واقتصاد السوق. يُتَوِّجُ التاريخ بِحُريةٍ تتجسد في حكومة منتخبة، حقوق فردية، ونظام اقتصادي ينتشر فيه رأس المال والعمل برقابة متواضعة نسبياً من الدولة.

## انكشاف الدولة التسلطية
القسم الأول من الكتاب يناقش أسباب ضعف الدول السلطوية والشمولية وأسباب انتصار الليبرالية. يلخص فرانسيس فوكوياما أزمة الدول الاستبدادية بالإفلاس الآيديولوجي، بمعنى افتقارها لمبادئ سياسية سامية تلجأ إليها عند الأزمات. الشرعية السياسية تشبه الاحتياطي النقدي، لأن كل الدول سواء كانت ديمقراطية ليبرالية أو تسلطية تمر بفترات من الصعود والهبوط، ولكن الحكومات الشرعية هي التي تستطيع الاعتماد على هذ الاحتياطي إبان الأزمات.

### السلطوية اليمينية
منذ بداية السَّبعينيات، شهِدَت العديدُ مِن أَنظمةِ العَالمِ السلطوية اضطراباتٍ خطيرة. في جنوب أوروبا التي كان ينظر لدولها كخراف سوداء بسبب تقاليدها وموروثاتها الدينية، حدثت تحولات إستثنائية بانتقال البرتغال وإسبانيا واليونان إلى أنظمة ديمقراطية ليبرالية مستقرة. مجموعة مشابهة من التحولات الديمقراطية حدثت في أميركا اللاتينية خلال الثمانينات. بدأت باستعادة حكومة فرناندو تيري البيروفية المنتخبة التي أسقطت في وقت سابق بانقلاب عسكري قاده ريكاردو غودوي. ساهمت حرب الفوكلاند بتعجيل سقوط الحكم العسكري في الأرجنتين وانتخاب راؤول ألفونسين. وإنهارت النظم العسكرية تباعاً في البرازيل والأوروغواي وتشيلي وباراغواي ونيكاراغوا. تطورات مماثلة وقعت في شرق آسيا بسقوط فرديناند ماركوس في الفليبين وإستبداله بكورازون أكينو بدعم شعبي وعسكري، وتنحي تشون دو هوان في كوريا الجنوبية وانتخاب روو تاي وو. وشهدت تايوان حراكاً ديمقراطياً واسعاً بعد وفاة تشيانغ تشينج كو. وتعرضت الحكومة الاستبدادية في بورما لهزات موالية للديمقراطية.

#### جنوب أوروبا
كانت الـ«إستادو نوفو» أو الجمهورية الجديدة في البرتغال دولة سلطوية يمينية بسمات ثيوقراطية كاثوليكية معادية للشيوعية، الاشتراكية، الليبرالية، وضد حرية الدين والحركات المعادية للامبريالية. حققت دكتاتورية أنطونيو سالازار إستقراراً سطحياً دفع المراقبين إلى اعتبار الشعب البرتغالي سلبياً وغير مهيئ بحكم طبيعته للديمقراطية. يقول فرانسيس أن البرتغاليين أثبتوا قصور نظرة المحللين الغربيين عندما إنهارت دكتاتورية مارسيلو كايتانو إثر انقلاب جيشها عليه خلال ثورة القرنفل، وتشكيل  حركة القوات المسلحة  (برتغالية:Movimento das Forças Armadas). أهداف حركة القوات المسلحة لم تكن ديمقراطية بالضرورة، فدافعهم الرئيسي للانقلاب كان تورط البرتغال في حروب هدفها إستمرار استعمار أنغولا وموزمبيق، وهي حروب إستنزفت الميزانية وطاقات الجيش. بالإضافة إلى تأثر عدد كبير من الضباط المنقلبين بالأفكار الستالينية للحزب الشيوعي بقيادة ألفارو كونهال. إلا أن البرتغال انتقلت إلى حكم ديمقراطي عام 1976 بانتخاب ماريو سواريز بسبب مقاومة اليمين الديمقراطي والوسط، والمساعدة الخارجية التي تلقوها من الحزب الديمقراطي الاجتماعي الألماني ووكالة الإستخبارات المركزية. ولكن الدعم الألماني والأميركي كان ليكون عاجزاً لولا عاملين وهما قوة المجتمع المدني البرتغالي الذي تمكن من حشد تأييد شعبي واسع لأجل الديمقراطية، وجاذبية الأنظمة في غرب أوروبا.
انتلقت إسبانيا إلى نظام حكم ديمقراطي ليبرالي بعد 39 عاماً من دكتاتورية فرانسيسكو فرانكو. كان فرانكو آخر مناصري المحافظة الأوروبية القديمة القائمة على تحالف بين السلطة والكنيسة الكاثوليكية. لكن الوعي الكاثوليكي في إسبانيا تغير منذ الثلاثينيات والكنيسة الكاثوليكية ككل تحررت كثيراً بعد المجمع الفاتيكاني الثاني. فلم تكتف الكاثوليكية الإسبانية باكتشاف أن ما من تعارض بين الديمقراطية والمسيحية، بل إتخذت موقفاً مدافعاً عن حقوق الإنسان في وجه الانتهاكات الفرانكوية. لعب أعضاء منظمة أوبوس داي الكاثوليكية دوراً كبيراً في نظام فرانسيسكو فرانكو كمسؤولين تكنوقراط، ووصل كثير منهم إلى مناصب عليا في أجهزة الدولة وكانوا على صلة وثيقة بعملية تحرير الاقتصاد الإسباني. لهذا السبب، كانت قطاعات مهمة من نظام فرانكو مستعدة للقبول بشرعية عدد من المواثيق التي فككت العديد من أجهزة النظام الاستبدادي بشكل سلمي، وشرعنت المعارضة التي ضمت الحزب الشيوعي الإسباني، وسمحت بإجراء انتخابات لجمعية تأسيسية لكتابة دستور ديمقراطي. لم يكن للتحول الديمقراطي أن يحدث لولا عاملين: إدراك عناصر مهمة من النظام القديم، وعلى رأسهم الملك خوان كارلوس الأول، أن إسبانيا الفرانكوية كانت حدثاً خاطئاً في محيط أوروبي ديمقراطي، ودعم الشعب الأسباني لإتحاد الوسط الديمقراطي بالتصويت لأدولفو سواريز عام 1977.
في اليونان، بنى ضباط المجلس العسكري شرعية انقلابهم عام 1967 على أساس ترسيخ الديمقراطية باعادة بناء نظام سياسي سليم. إذاً البنية التي إستند عليها الانقلاب كانت بالغة الهشاشة وفقد مصداقيته عندما قام ديميتريوس يوانيديس، الرئيس الفعلي للمجلس، بدعم انقلاب قبرص الذي عزل مكاريوس الثالث وأدى لتنصيب نيكوس سمبسون حاكماً دمية بدلاً عنه أملاً بتوحيد قبرص مع اليونان. وهو ما أدى إلى الغزو التركي للجزء الشمالي من الجزيرة وتزايد احتمالية اندلاع حربٍ واسعةِ النطاق. حدث انقسام داخل المجلس العسكري ودعا الضباط المنشقون إلى انتخابات عام 1974 فاز بها قسطنطين كرامنليس وحزبه المحافظ المسمى الديمقراطية الجديدة.

#### أميركا اللاتينية
بيرو التي شهدت انقلابات عسكرية متتابعة لفترة طويلة من تاريخها الحديث، انتقلت إلى حكم ديمقراطي باعادة إنتخاب فرناندو تيري الذي كان قد أُسقط بانقلاب عسكري قاده ريكاردو غودوي في وقت سابق. قاد ريكاردو غودوي انقلاباً عام 1962 وترأس مجلساً عسكرياً من أربعة ضباط. هدفه المعلن كان إعادة بناء النظام لتهيئة البلاد لانتخابات جديدة بعد سنة واحدة. ابتدأ سلسلة من الاصلاحات خوفاً من تأثير اليساريين الراديكاليين على الفلاحين، وشن حملة إعتقالات واسعة على الفلاحين والنقابات العمالية. طُرد غودوي بعد عام واحد لشعور نائبه نيكولاس لوبيز أنه يخطط لتمديد الفترة الانتقالية، وأقيمت انتخابات ديمقراطية حرة انتصر فيها فرناندو تيري. لم تستمر الديمقراطية طويلاً وتوالت الانقلابات العسكرية من اليسار واليمين إلى بداية الثمانينيات وانتخاب تيري مرة أخرى.
شهدت الأرجنتين حروباً أهلية متواصلة منذ إستقلالها عن الإمبراطورية الإسبانية. حققت تقدماً كبيراً في مجالات التعليم والاقتصاد حتى أصبحت سابع أغنى دولة في العالم بحلول العام 1908، لكن لم يستمر ذلك طويلاً بعد الانقلاب العسكري الذي قاده خوسيه فيلكس أوريبورو، وتأرجحت البلاد بين انتخابات وانقلابات عسكرية إلى الثمانينات وانتخاب راؤول ألفونسين. بررت الطغمة الأرجنتينية سلطويتها بالدفاع عن البلاد من إرهاب الفصائل اليسارية المسلحة. أدت الحرب القذرة إلى مقتل ثلاثين ألف واختفاء قرابة ثلاثة عشر ألف أرجنتيني لاشتباه مشاركتهم أو تعاطفهم مع الميليشيات اليسارية. هذه الجرائم التي ارتكبتها الحكومة وفرق الموت كما عُرفت ومنها التحالف الأرجنتيني ضد الشيوعية، ضد كل اليساريين سواء كانوا ميليشيات أو ناشطين، أفقدها المصداقية كثيراً. وهزيمة الأرجنتين بحرب الفوكلاند أمام بريطانيا كانت سبباً رئيسياً ساهم بتعجيل سقوط الطغمة العسكرية الحاكمة.
حُكمت البرازيل بمجالس عسكرية مختلفة منذ 1930 آخرها الذي تشكل عقب إنقلاب 1964، والذي أسس النظام العسكري البرازيلي. الانقلاب كان ثورة لمؤيديه بهدف التصدي للخطر الشيوعي. سياسات القمع التي انتهجتها السلطة العسكرية أفقدتها المصداقية، فقد بدأت الانقلاب باعتبار جميع منظمات المجتمع المدني معادية للدولة. منعت المظاهرات الطلابية والاعتصامات العمالية وأعتبرها النظام جريمة، وأصدر قانون إجراءات جنائية يتيح للجيش والشرطة العسكرية اعتقال أي شخص دون مراجعة قضائية. أسباب سقوطها كانت اقتصادية، فبرغم التقدم الاقتصادي الذي تحقق في بداية السبعينيات، أثبتت أزمة النفط عدم قدرة العسكريين على إدارة الاقتصاد. فشهدت البرازيل فترة ركود اقتصادي إرتفعت خلالها معدلات التضخم وأشهرت العديد من البنوك التي دعمت الانقلاب إفلاسها. فتعزز موقف المعارضة بازدياد الوعي الشعبي عن مسؤولية الحكومة العسكرية عما آلت إليه الحالة الاقتصادية من تردٍ. تنحى جواو فيغيريدو عام 1984 لصالح رئيس منتخب من المدنيين. بنهاية الثمانينات، كانت معظم دول أميركا اللاتينية ديمقراطية باستثناء كوبا وسورينام.

#### جنوب أفريقيا
مهندسي نظام الأبارتايد في جنوب أفريقيا، مثل رئيس الوزراء السابق هندريك فيروورد، نفوا تساوي البشرية واعتقدوا بوجود تسلسل هرمي طبيعي للأجناس البشرية. هدفهم من وراء الأبارتايد كان تحقيق نمو اقتصادي وصناعي باستخدام العمال السود، مع عرقلة التمدد الحضري للمجتمع الجنوب الأفريقي الأسود. فأعادوا إحياء قانون اجتياز اشترط حمل السكان الأصليين ما يشبه جوزات سفر داخلية تظهر معلوماتهم الشخصية والشخص الأبيض الذي يعملون لديه. كان هذا تحدياً لأبسط قواعد الاقتصاد الحديث، لأن التمدد الحضري ظاهرة طبيعية ومترادفة مع النمو الاقتصادي والتطور الصناعي.
تم اعتقال قرابة 18 مليون شخص منذ تأسيس النظام العنصري لأنهم أرادوا أن يعيشوا في أماكن قريبة من أعمالهم. بحلول الثمانينات، اعترف العديد من نخب الأفريكان بعدم فعالية نظام الفصل العنصري، وقال فريديريك ويليم دي كليرك أن المتطلبات الاقتصادية تفرض الوجود الدائم لملايين السود داخل المراكز الحضرية. وبالتالي، خسر نظام الأبارتايد شعبيته بين قاعدته الشعبية، وأدى إلى قبول غالبية الأفريكان لنظام سياسي جديد. أطلقت حكومة فريديريك ويليم دي كليرك سراح نيلسون مانديلا ورفعت الحظر عن المؤتمر الوطني الأفريقي عام 1990.

#### بذور الاضمحلال
يقول فرانسيس أن ما جمع كل هذه الأنظمة كان رغبتها باستخدام هيمنة الدولة للتضييق على مجالات الحقوق الفردية بحجج مختلفة إما مقتضى المصلحة القومية أو تحقيق نمو اقتصادي سريع. مرد ذلك اعتقاد خاطئ يتصور ديمومة الدولة القوية عكس الدولة الديمقراطية الليبرالية الـ«ضعيفة» بحكم التعريف. ضعيفة بمعنى تحديد سلطتها في مجال الحقوق الفردية للإنسان. صميم أزمات هذه الدول كان في نقص الشرعية، بمعنى إفلاسها الآيديولوجي. هذا الإفلاس يعني غياب الأفكار والمبادئ المحافظة على تماسك الحكومات. إذاً افتقار السلطة إلى الشرعية يعني عجز الحكومات عن الاحتكام إلى مبدأ سياسي أسمى عند مواجهتها لأزمات الفشل. عكس الأنظمة الديمقراطية الليبرالية التي تمتلك رصيداً من الرضا الشعبي يُمَّكنها التعامل مع الأزمات أو يسمح لها بغفران أخطاء السياسيين بعزل الرئيس أو الحكومة، الفشل السياسي في الأنظمة السلطوية يؤدي إلى الانقلاب أو انهيار النظام.
لا يُقصد بغياب الشرعية السياسية عدم تطبيق الأنظمة السلطوية للعدالة أو حاجتها لرضا الجمهور، لأن حتى هذه الأنظمة تحتاج إلى قدر معين من الشرعية. الشرعية مفهوم نسبي يعتمد على الإدراك الحسي للشعوب. لم يوجد دكتاتور اعتمد على القوة المطلقة ليحكم، فالمقصود بالحكم القوي هو قدرة الأجهزة الأمنية للنظام على قمع أكبر عدد ممكن من السكان. قادة هذه الأجهزة لا يخشون الحاكم نفسه فهو غير قادر على إيذائهم بصفته الشخصية، مصدر طاعتهم يعود إلى إيمانهم بشرعيته السياسية. مثل المافيا، إذ لا يصل الدون إلى مكانته لولا قبول القسم الأكبر من العائلة بشرعيته. هذه الأنظمة، لا يؤثر عليها رضا الشعب عنها من عدمه وبامكانها البقاء لفترات طويلة وضرب فوكوياما مثل الدول الأعضاء بجامعة الدول العربية، ووصفها بدكتاتوريات أقلوية مكروهة من قطاعات واسعة من الشعب. تتفجر أزمة الشرعية في مثل هذه الأنظمة عندما تبدأ بالإضرار بمصالح الطبقة المرتبطة بالنظام، وخاصة تلك التي تحتكر الإكراه مثل القوات المسلحة أو الشرطة. فعصابات اللصوص تحتاج إلى مبدأ ما يمكنهم من تقسيم الغنائم بشكل عادل.
مصادر هذه الشرعية الناقصة في الأنظمة السلطوية متعددة يذكر فوكوياما اثنان منها:
- تبني عقيدة قومية بالغة التطرف مثل الفاشية بادعاء التفوق الإثني مثلما حدث في ألمانيا النازية.
- الولاء الشخصي من قبل جيش أحيط بعناية شخصية من الحاكم.

أكثر المحاولات أهمية لإقامة نظام يميني غير مساواتي يستند على آيديولوجية واضحة كانت الفاشية. الفاشية ليست عقيدة شاملة أو عالمية لأنها ترفض وجود إنسانية مشتركة أو مساواة في الحقوق. هي عقيدة قومية بالغة التطرف تستند شرعيتها على العرق أو الأمة، مثل حق الألمان في حكم غيرهم. كان على النازية التي تؤكد تفوق الألمان إثنياً إثبات هذا التفوق بالدخول في حروب وصراعات مع الأمم الأخرى. فالحرب في الحالة الفاشية هي الحالة الطبيعية وليست عارضاً باثولوجياً. لم تستمر النازية طويلاً لأنها تعرضت لهزيمة عسكرية، وقُتِلَ مؤيدها ووهم مؤمنون حتى النهاية بعدالة قضيتهم وشرعية زعيمهم. تعرضت جاذبية النازية للتقويض في أعين معظم الشعب الألماني بعد الحرب العالمية الثانية. عوضاً عن السيطرة الألمانية على العالم، تم احتلال ألمانيا من قبل شعوب أدنى مرتبةً حسب الفكر النازي. كانت الفاشية جذابة ما تعلق الأمر بالعروض العسكرية والانتصارات السهلة، ولكنها فقدت ألقها بسبب تناقضها الداخلي. فمركزية الحرب في الآيديولوجية الفاشية قادتها إلى صراع مدمر ذاتياً ضد المجتمع الدولي وبالتالي هزيمتها عسكرياً ولم تعد تحدياً جدياً للديمقراطية الليبرالية.
الأنظمة السلطوية الأخرى في المقابل، لم تتمكن من صياغة عقيدة متماسكة للأمة من شأنها تبرير أشكال الحكم التسلطية. لجأت هذه الأنظمة إلى تبرير سلطويتها بالادعاء أن شعوبها ليست جاهزة للديمقراطية إما بسبب الشيوعية، الإرهاب، أو الأخطاء الاقتصادية للنظام السابق. فاتخذت لنفسها طابعاً إنتقالياً لتستمر بالهيمنة والحكم. فشلت هذه الأنظمة في السيطرة على المجتمع المدني، وربطت صعودها إلى السلطة بأهداف محددة ومؤقتة، لكنهم لم يكونوا أكثر نجاحاً من سابقيهم في تحفيز النمو الاقتصادي أو تكوين إحساس بالنظام الاجتماعي. وأولئك الناجحين منهم كانوا ضحايا هذا النجاح. لأن نجاح النظام السلطوي في تحقيق أهدافه المعلنة بشأن الاقتصاد والنظام الاجتماعي يعني أن معدلات التعليم ارتفعت في المجتمع، وتشكلت طبقة وسطى قوية، وأصبح المجتمع أكثر اِزدهاراً بشكل عام. وهكذا تزول مبرراتها للتسلط على وأمام مجتمع لم يعد على اِستعداد لتَحَمُّل أنماط الحكم العسكرية.
قوة معظم هذه الدول كانت محدودة نسبيا ما تعلق بالاقتصاد أو المجتمع ككل. القادة السلطويين هم في الغالب ممثلون لفئات اجتماعية تقليدية أصبحت هامشية على نحو متزايد، كانوا مجردين من المبادئ والفطنة التي قد تعينهم عند مواجهة الأزمات المصيرية. يقول فوكوياما أنه وبرغم الاختلاف بين كل هذه الحالات، ما يجمعها هو عدم سقوطها نتيجة انتفاضة أو ثورة عنيفة، بل تغيرت بقرار طوعي من بعض أفراد النظام أنفسهم. أسباب الانسحاب الطوعية مرتبطة بالأزمات التي تواجه الأمة مباشرة، ولكنها كذلك نتيجة تَسَيُّد الإيمان بالديمقراطية كمصدر وحيد للشرعية في العالم الحديث. إذ تفقد الأنظمة السلطوية ثقتها بنفسها عندما تحقق الأهداف المحدودة التي وضعتها مثل مكافحة الإرهاب أو تنظيم الفوضى الاقتصادية، وجميعهم يؤمنون بوجوب إضفاء مظاهر ديمقراطية مزيفة على أنظمتهم باجراء انتخابات.

### الشمولية اليسارية
صاغ الغرب مفهوم الشمولية لوصف الاتحاد السوفييتي بهدف إظهار أوجه تشابهه مع ألمانيا النازية، ولتمييز النظامين عن بقية أشكال الحكم التسلطية كذلك. إذ أعاد جوزيف ستالين وأدولف هتلر تعريف الدولة الاستبدادية بسبب الجرأة التي ميزت أجنداتها السياسية والاجتماعية. ما سواهما لم يحاول هدم المجتمع المدني بل اكتفى بمراقبته. الأنظمة الشمولية ترتكز على آيديولوجية واضحة تقدم مفهوماً شاملاً للحياة، تعمل على هدم المجتمع المدني تماماً لتتمكن من الرقابة التامة على المواطنين. بعض المؤسسات المدنية احتفظت بأسمائها ولكنها كانت مجرد ظلال شبحية لذاتها السابقة، يسيطر عليها النظام السوفييتي كلياً.
يصف فوكوياما المجتمع السوفييتي بالـ«ذرات» أو «الفتات» دون روابط بأي مؤسسات وسيطة، خاضعين لحكومة بسلطة مطلقة. أرادت الدولة الشمولية إعادة صياغة الإنسان الروسي والسوفييتي بشكل عام وذلك بتغيير جذري لهياكل معتقداته وقيمه بالسيطرة على الصحافة، التعليم، والبروباغندا. وامتدت يد السلطة السوفييتية لأكثر علاقات الإنسان خصوصية، علاقته بعائلته. تم تفتيت النسيج المكون للمجتمعات مثل العائلة والدين والذاكرة المجتمعية واللغة، وأُستبدلت بروابط جديدة مختارة ومؤيدة من الدولة. الهدف النهائي للدولة الشمولية يقول فرانسيس، ليست مجرد حرمان المواطنين من الحرية بل تخويفهم منها، وتزيين القيود المفروضة عليهم دون إكراه بالضرورة.

#### الاتحاد السوفييتي
منذ الاستيلاء البلشفي على السلطة خلال الثورة الروسية، شن السوفييت حملةً منظمة ضد كل من يمكن اعتباره منافساً لهم في السلطة. قام فلاديمير لينين ورفاقه باسقاط الحكومة المؤقتة وإستبدالها بمجلس مفوضي الشعب، حل الجمعية التأسيسية الروسية، بناء معسكرات الغولاغ، تأسيس الشيكا، قمع كل المنافسين المحتملين، وأسسوا نظام الحزب الواحد وهو الحزب الشيوعي الروسي. الإرهاب الأحمر، كما يُعرف في التاريخ الروسي، كان حملة منظمة من القتل الجماعي ضد كل من يشتبه بمعارضته للبلاشفة، وإن كانت جزئياً رداً على محاولة فانيا كابلان اغتيال فلاديمير لينين. بعد تمكن جوزيف ستالين من عزل ليون تروتسكي، طبق نظرية الاشتراكية في بلد واحد واستبدل سياسة لينين الاقتصادية باقتصاد مخطط مركزياًً، ووضع خططاً خمسية لتطوير الصناعة السوفييتية، ونفذ إجراءات تجميع القطاع الزراعي. تزامنت هذه الاجراءات مع اعتقال ملايين وزجهم في معتقلات الغولاغ، وشن حملة التطهير الأعظم بقيادة نيكولاي يجوف التي استهدفت أعضاء الحزب، قيادات الجيش، والفلاحين بصورة رئيسية.
كانت سياسات فعالة لتحويل الاتحاد السوفييتي من مجتمع زراعي إلى قوة صناعية خلال فترة وجيزة، أقل من جيل في الواقع. لم تكن هناك تكنولوجيا معقدة صعبة الإتقان على فلاحين أميين أُخرجوا قسراً من مزارعهم إلى خطوط التجميع في المصانع. كان النمو الاقتصادي والتصنيع السريع إلى بداية السبعينيات مصدر قوة للاتحاد السوفييتي وأضفى مصداقية على وعود قادته بتجاوز وهزيمة الولايات المتحدة. وساد اعتقاد لفترة أن عمليات التصنيع الموجهة من الدولة بهذا الأسلوب، هي الطريقة الوحيدة للحصول على نتائج سريعة.
لم يكن الإيمان بفعالية الشمولية السوفييتية حكراً على بيروقراطية الحزب الشيوعي الروسي حينها، بل كثير من علماء السياسة الغربيين والأميركيين كانوا مؤمنين بذات النظرية كذلك. نظريات قائمة على جوهرية الثقافة في عملية التطور السياسي لـ«قوة الموروث التسلطي في الثقافة الروسية»، أو لتمكن الشيوعيين من الفوز ببعض الرضا الشعبي مدعاة ترسيخهم للأمن والإستقرار. صامويل هنتغتون، الذي كان أبعد ما يكون عن الإعجاب بالشيوعية، كتب أن كل بلد هو مجتمع سياسي باجماع غالب من مواطنيه بشرعية النظام السياسي، فالمواطنون والقادة السياسيون يشتركون في رؤيتهم للمصلحة العامة والتقاليد والمبادئ التي يستند عليها المجتمع السياسي. الفكرة كانت إيماناً غربياً بعدم تقبل الشعب الروسي للديمقراطية وذلك لعدة أسباب من وجهة نظر محللي الحرب الباردة:
- لم يُفرض الحكم الشيوعي على الروس من قوى خارجية كما حدث لأوروبا الشرقية بعد الحرب العالمية الثانية.
- تمكن السوفييت من الاستمرار بعد سبعين عاماً من الثورة البلشفية رغم المجاعات والاضطرابات، مما يثبت طبيعة الشعب الروسي الميال للأنظمة التسلطية. وهذه صورة نمطية انتشرت في أوروبا عن الروس ولها جذور تعود إلى القرن الثامن عشر.
- ظهور الاتحاد السوفييتي كقوة عظمى وانتشار الشيوعية في أوروبا الشرقية، فييتنام، كوبا، وصولاً إلى إثيوبيا منغستو بتنظيمها الآيديولوجي والبوليسي والمؤسسي الكامل، عزز فكرة فعالية المؤسسات الشيوعية مهما كانت التقاليد القومية والثقافية للبلدان.

بحلول الثمانينيات، شهد الاتحاد السوفييتي والكتلة الشرقية عموماً تقلبات مهمة وظواهر جديدة من بينها: بدأت الصحافة السوفييتية بنشر مقالات نقدية عن الحقبة الستالينية وتوسعت الحريات الصحفية، أعيد تنظيم مجلس مفوضي الشعب والمجلس السوفييتي الأعلى والسماح بانتخاب أعضائهما، في روسيا والجمهوريات السوفييتية الخمسة عشر وعلى المستوى المحلي كذلك. أعلن إصلاحيون من حزب العمال الاشتراكي عن تخطيطهم لاقامة انتخابات حرة ومتعددة الأحزاب في هنغاريا، وعُُقد إتفاق على تقاسم السلطة بين حركة التضامن العمالية وحزب العمال البولندي الموحد بعد انتخابات شبه حرة. مئات الآلاف من الألمان الشرقيين فروا إلى ألمانيا الغربية، وهو ما قاد إلى أزمة أدت إلى انهيار جدار برلين وزوال ألمانيا الشرقية. تسبب انهيار جدار برلين في سقوط الشيوعيين في تشيكوسلوفاكيا وبلغاريا ورومانيا، وانسحاب دول حلف وارسو تدريجياً. وأخيراً إعلان جميع البرلمانات المنتخبة في جمهوريات الاتحاد السوفييتي عن سيادة حكوماتها على أراضيها في 1991، وبالتالي أُعلن إنهيار الاتحاد السوفييتي رسمياً في ديسمبر من نفس العام.

#### الصين
أعلن ماو تسي تونغ تأسيس جمهورية الصين الشعبية عام 1949 بعد توقف النشاطات العسكرية خلال الحرب الأهلية الصينية ضد جمهورية الصين (تايوان). عزز ماو سلطته عبر حملات الإصلاح الزراعي ضد ملاك الأراضي وتبني الزراعة الجماعية ومبدأ الملكية المشتركة. أطلق حملة القفزة العظيمة للأمام الهادفة لتنشيط عملية التصنيع وتحويل الاقتصاد والمجتمع الصيني من زراعي إلى صناعي بوتيرة متسارعة. وشن حملة أخرى عرفت بالثورة الثقافية تستهدف من سماهم بأعداء الثورة، وأنشأ سجوناً مزرعية تُعرف باسم لوغاي هدفها إعادة تأهيل مرتكبي الجرائم الصغيرة عبر العمل الجزائي.
في عام 1978، تولى دينج شياو بينج قيادة الحزب الشيوعي الصيني وأطلق برنامج الإصلاح والانفتاح. إذ سمحت الحكومة الصينية للفلاحين الذين يشكلون 80% من الشعب الصيني بزراعة وبيع منتوجاتهم الخاصة، أي إنهاء برامج الزراعة الجماعية والتخلي عن الملكية المشتركة بشكل فعلي. عوض الدفاع عن الماركسية، بدأت علاقات اقتصاد السوق الرأسمالية تظهر في الأرياف والمراكز الحضرية كذلك، وانفتحت الصين على الاقتصاد الرأسمالي العالمي. في ربيع 1989، خرج آلاف الطلاب الصينيين في احتجاجات مطالبة الديمقراطية والإصلاح السياسي بعد وفاة الإصلاحي الليبرالي هو ياوبانغ. وبرغم قمع الأجهزة الأمنية للاحتجاجات، إلا أن المتظاهرين شككوا علانية بشرعية الحزب الشيوعي الحاكم، وخلقت الاحتجاجات انقساماً حاداً بين قيادات الحزب العليا. لم يتغير النظام السياسي في الصين يقول فرانسيس، ولكنه لم يعد شمولياً ولا مثالاً للثوريين حول العالم كما كان خصوصاً مع النمو السريع الذي تحققه الدول الرأسمالية المجاورة.

#### بذور الاضمحلال
يقول فرانسيس أن الاقتصاد كان نقطة الضعف الأساسية بالنسبة للاتحاد السوفييتي، وأصبح من الصعب تحمل المزيد من الاخفاقات الاقتصادية خصوصاً وأن النظام أسند شرعيته على مزاعم قدرته تحقيق مستويات مرتفعة من الرفاهية المادية. من الصعوبة إنكار الإنجازات السوفييتية في مجال الحداثة الصناعية، والآثار المبكرة لهذه الحداثة متشابهة سواء كان النظام رأسمالياً أو اشتراكياً. يعني ذلك خروج الفلاحين أو القرويين للعمل في مدن كبيرة، استبدال المجموعات الاجتماعية وأشكال السلطة التقليدية بمؤسسات بيروقراطية عقلانية حديثة، وارتفاع معدلات التعليم لجميع فئات المجتمع من النخب والجماهير. ما يعني أن هذا النهج من التنمية أوجد الأسس الاجتماعية لانهيار الشمولية الشيوعية من خلال خلق طبقة نخبوية متعلمة وإلى حد ما كوسموبوليتية، ذات الطبقة التي أخرجت ميخائيل غورباتشوف ومؤيديه في الثمانينيات. أمر مماثل حدث في الصين خلال مظاهرات ساحة تيانانمن، أبناء هذه الطبقة الجديدة وعدد منهم تلقى تعليمه في الولايات المتحدة، لم يعودوا راضين عن سياسات الحزب الشيوعي الصيني التي تسمح بالحريات الاقتصادية دون السياسية.
فشل الاشتراكية كنظام اقتصادي كامنٌ في عدم قدرتها على التعامل مع الاقتصادات ما بعد الصناعية. وفي نفس الوقت، تجربة النمور الآسيوية الأربعة أثبتت أن هناك وسائل أكثر اعتدالاً لتحقيق التنمية. ذلك أن سياسة الزراعة الجماعية تسببت في اضطرابات خطيرة في قطاع الزراعة وأضرت بالإنتاج، لأن تحطيم الرابط بين الجهد الفردي والمكافأة يثبط ويقوض دافع وحوافز العمل. وانتشرت المجاعات في مناطق مختلفة من الاتحاد السوفييتي وعبر فترات متعددة خلال النصف الأول من القرن العشرين. وبرغم معدلات النمو الاقتصادية المرتفعة خلال عقدي الخمسينيات والستينات، بدأ معدل نمو الناتج القومي الإجمالي بالتراجع ولم تكن الأرقام الرسمية تأخذ التضخم الخفي في الحسبان. وقد أكد العديد من الاقتصاديين الإصلاحيين السوفييت أن معدل النمو خلال الفترة من منتصف السبعينيات وحتى كان الثمانينات يصل إلى الصفر.
لا ينبغي تفسير سياسات البيريسترويكا التي تبناها ميخائيل غورباتشوف من زاوية الضرورات الاقتصادية فحسب، لأن الاغتراب عن الماركسية اللينينية كان واقعاً بين النخبة السوفييتية نفسها قبل وصول غورباتشوف إلى السلطة. لذلك ينبغي أن توضع المعضلة الاقتصادية في سياق أزمة أكبر، وهي شرعية مجمل النظام السياسي يقول فرانسيس. بالإضافة إلى الأحقاد أو الغضب المتولد من فقدان كل عائلة لعضو أو صديق خلال الحقبة الستالينية، أدرك المواطنون تشكل نظام طبقي جديد من موظفي الحزب الشيوعي في مجتمع يفترض أنه غير طبقي بحسب آيديولوجية الدولة. كان هولاء الموظفين بفساد وترف أي مسؤول في النظام القيصري القديم، ولكنهم أكثر نفاقاً وفقا لفرانسيس.
التشكيك بشرعية النظام لم يكن أمراً مخططاً، بل نتيجة طبيعية لتسلسل الأحداث منذ وفاة جوزيف ستالين. توقف النظام عن سياسة الاعدامات الاعتباطية ولجأ لأساليب الرشوة والمداهنة لتمرير سياساته، لأن النخبة السياسية المرتبطة بالنظام لم تعد تأمن على نفسها. وهو ما غير من توازن القوى بين الدولة والمجتمع لصالح الأخير، بدلالة انتشار المافيا في الجمهوريات السوفييتية وداخل روسيا كذلك خلال رئاسة ليونيد بريجنيف. وبالتالي لم يعد الاتحاد السوفييتي دولة شمولية تسيطر على كافة نواحي الحياة.
أكثر التغييرات أهمية يقول فرانسيس، كان ما أسماه بالـ«ثورة الفكرية» بين النخب السوفييتية التي شككت في الأصول التي اِستندت عليها شرعية النظام. إذ اِستعملَ غورباتشوف مصطلح دمقرطة ولم يفهم أحد المصطلح بمعنى آخر سوى الديمقراطية الليبرالية. هذا بحد ذاته إنكار لتأكيدات فلاديمير لينين بشان ديمقراطية الاتحاد السوفييتي الـ«حقيقية» عكس ديمقراطية الغرب الـ«شكلية». وبشكل مماثل بالنسبة للتعابير الاقتصادية التي تم تعريفها وفق قواعد العرض والطلب الرأسمالية. سياسات الغلاسنوست والبيريسترويكا لقيت أصداء مؤيدة في صفوف المثقفين الروس، وأُستخدمت معايير مثل إنتاجية اقتصاد السوق والحريات السياسية لتحديد مكامن فشل النظام والحكم عليه. جميع الخبراء الاقتصاديين الذين تم تعيينهم لإصلاح النظام كانوا يفهمون المبادئ الأساسية للاقتصادات الليبرالية، وفهموا أن التخطيط المركزي كان مصدر الانحطاط الاقتصادي.
الشيوعية التي قدمت نفسها كنمط أو نظام أفضل وأرقى من الديمقراطية الليبرالية، أصبحت بنظر معظم العالم ملازمة للتخلف السياسي والاقتصادي بنهاية الثمانينات. كان من المفترض بالشمولية اليسارية أن تكون صيغة شاملة لعرقلة العمليات الطبيعية والعضوية للتطور الاجتماعي واستبدالها بسلسلة من الاجرائات الثورية المفروضة من السلطة مثل تدمير الطبقات الاجتماعية القديمة، التصنيع السريع، وسياسات الزراعة الجماعية. فشل هذا النمط من الهندسة الاجتماعية لأن أساس التغيير كان قادماً من الدولة، ولمخالفته قواعد التطور الاجتماعي التي حددها علماء الاجتماع. وبرغم قدرة الأنظمة الشمولية على تدمير المؤسسات المدنية التي كانت قائمة قبل الثورات، إلا أنها فشلت في تشكيل إنسان جديد على الطراز الستاليني أو الماوي. من أبرز دلالات الفشل اليساري الشمولي يقول فرانسيس، كان تقدير النخبة الاصلاحية التي ظهرت خلال السبعينيات في كل من روسيا والصين لثقافة الاستهلاك في الولايات المتحدة وبلدان أوروبا الغربية واليابان، وإستحسان جوانب من أفكارها السياسية.

### اِنتصار الليبرالية
لم تسقط جمع الأنظمة الدكتاتورية حول العالم واِنتصار الليبرالية هو اِنتصارٌ للفكرة وليس انتصارها على مستوى الممارسة عالمياً. التقدم الاقتصادي الذي حققته دول شرق آسيا من دلائل انتصار المبادئ الليبرالية. لا يقتصر النموذج الآسيوي على اليابان التي كانت سباقة في عملية التحديث الخاصة بها، بل على جميع الدول الآسيوية التي تبنت اقتصاد السوق. أثبتت النمور الآسيوية الأربعة والدول القريبة التي تتبعت خطاها، أن الدول فقيرة الموارد عدا إخلاص وجد مواطنيها في العمل تستفيد من انفتاح أنظمتها على النظام الاقتصادي العالمي وتخلق مستويات عالية من الثروة تقلص حجم الفارق بينها وبين الدول الرأسمالية الأكثر تأسساً. المعجزة الآسيوية كما تُسمى، ألهمت الصينيين للتخلي عن الاقتصاد المخطط مركزياً، وتبني إجراءات التحرير الاقتصادية التي ضاعفت من إنتاج الحبوب أربعة أضعاف خلال أربع سنوات. بحلول التسعينيات، تراجعت شعبية النظريات التي تربط النظام الرأسمالي العالمي بتخلف الدول النامية في أميركا اللاتينية، وأُنتخب قادة في كل من البرازيل والمكسيك والأرجنتين وتشيلي مؤمنون بضرورة نمو القطاع الخاص ومطبقين لمبادئ الليبرالية الاقتصادية في بلدانهم، فلم يعد للاشتراكية التقليدية ذات الصدى والتأثير الذي تمتعت به في الخمسينيات.
الفراغ الذي تركته الأنظمة السلطوية والشمولية ترك آيديولوجية واحدة بشرعية عالمية وهي الديمقراطية الليبرالية. مبادئ العقيدة الليبرالية المتمثلة بالحرية الفردية والسيادة الشعبية لم تثبت أنها فعالة فحسب، بل قادرة على تجديد نفسها. لم تؤدي أزمات الدول الاستبدادية إلى ظهور أنظمة ديمقراطية ليبرالية تلقائياً، ولا كل الديمقراطيات الجديدة محصنة من الانتكاس. الديمقراطيات الحديثة في أوروبا الشرقية واجهت تحولات مؤلمة في اقتصاداتها، وديمقراطيات أميركا اللاتينية متعثرة - عام 1992 - بسبب تركةٍ ثقيلةٍ من التخطيط الاقتصادي السيئ. الصين وإن كانت ليبرالية اقتصادياً، فهي لم تقبل بالليبرالية السياسية. يقول فوكوياما بأن احتمالية وقوع انتكاسات وخيبات أمر وارد في عملية الدمقرطة، ولا ينبغي أن يشوش المحللين عن النموذج الأكبر الآخذ بالتشكل في تاريخ العالم. بمعنى أن عدد الخيارات التي تواجهها البلدان لتنظيم نفسها سياسياً واقتصادياً تقلص بشكل كبير، ذلك أن جميع أشكال الحكم عبر التاريخ البشري بداية بالملكيات المطلقة مروراً بالثيوقراطية إلى الشيوعية والفاشية تصعد وتسقط باستثناء الديمقراطية الليبرالية التي لا زالت سليمة ومستمرة منذ تبلور أفكارها في القرن الثامن عشر. بمعنى أن الليبرالية وإن لم تغلب على جميع دول العالم من حيث الممارسة، فهي انتصرت كفكرة. إذ لا توجد آيديولوجية تستطيع تقديم بدائل أفضل من مبادئ الديمقراطية الليبرالية، ولا توجد شرعية متعارف عليها عالمياً أفضل من سيادة الشعب.
يقول فرانسيس بأن المبادئ الليبرالية لا تُطبق من تلقاء نفسها ولا هي بمعزل عن القيادات، ولذلك قد يجد المرء نفسه مضطراً لمسايرة التوجه الحالي لعلم الاجتماع الذي يربط التحول الديمقراطي بالقيادات والرأي الشعبي العام، ويمكن الاستنتاج بناء على هذا أن حالة كل بلد ستكون فريدة في إتجاهها ونتائجها. ولكن، يضيف فرانسيس، تحتل الديمقراطية الليبرالية موقعاً خاصاً في كل عملية دمقرطة إذا ما تمت مراجعة سيرورة التاريخ بمجمله. لم تكن عمليات التحول الديمقراطي غير متقطعة وهي ليست أحادية الاتجاه. عدد الديمقراطيات في العالم عام 1919 كان أكثر من عام 1940، ولكن الانتكاسات التي تعرضت لها الديمقراطية بصعود النازية والفاشية والستالينية لم تؤدي لترسيخ شرعية هذه الأنظمة في وجدان الشعوب التي حكمتها، ولم تقدم نموذجاً يحتذى به لغيرها. إذ فقدت مصداقيتها من تلقاء نفسها وأدت إلى انقلاب معاكس بازدياد عدد الديمقراطيات حول العالم. صحيح أن الديمقراطية ظاهرة حديثة ونادرة في تاريخ البشرية، فلم توجد أي ديمقراطية حول العالم قبل العام 1776. ولكن مثلها الإنتاج الصناعي والمدن الكبيرة المكتظة بالسكان، كلها ظواهر حديثة في تاريخ البشرية. بينما العبودية، الملكيات الوراثية، والتزاوج بين الأسر الحاكمة ممارسات هيمنت على فترة هي الأطول في التاريخ البشري. فالعبرة ليست بالوتيرة قدر الاتجاه العام للتاريخ، يقول فرانسيس.

## نهاية التاريخ
يناقش القسم الثاني من الكتاب مفهوم نهاية التاريخ وكيفية تطبيقه تاريخياً، وماهية الآليات التي تقف خلف إتجاه التاريخ وما إذا كانت تؤدي إلى بناء وترسيخ الديمقراطية الليبرالية في نهاية المطاف.

### نبذة تاريخية

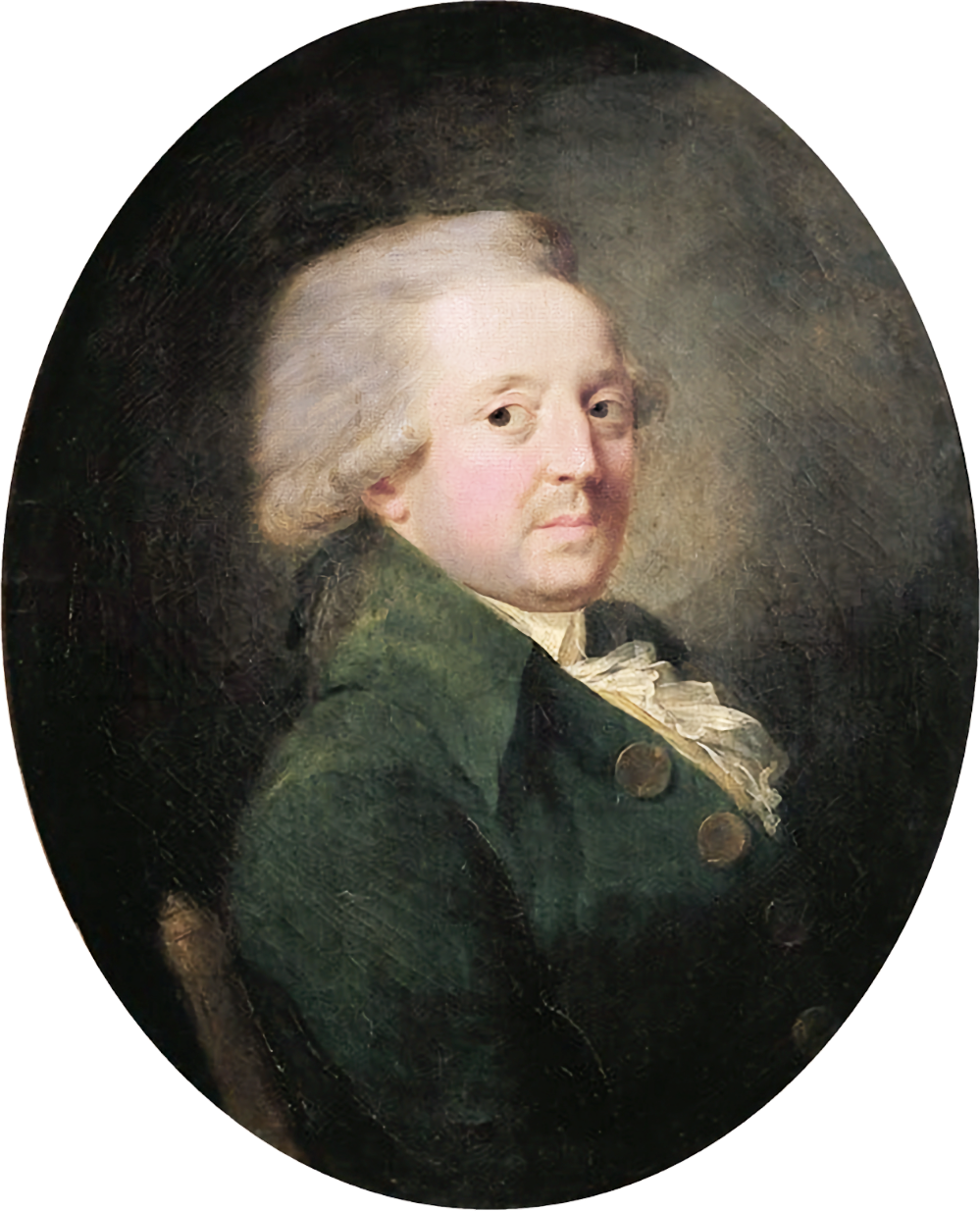
اقترح كوندروسيه أن الديمقراطية من مميزات المرحلة العاشرة للتاريخ البشري

مفهوم نهاية التاريخ ليس جديداً، هو فلسفة تاريخية تفترض أن نظاماً سياسياً اجتماعيا، واقتصاديا ما قد يتطور ليصبح نقطة نهاية التطور الاجتماعي والثقافي للبشرية والشكل الأخير للحكومة. ومن الكتاب المشهورين الذين جادلوا بنهاية التاريخ توماس مور، كارل ماركس، هيغل، وفلاديمير سولوفيوف. يقول فرانسيس بأن المسيحية التي كانت أول من أدخل مفهوم مساواة جميع الناس في أعين الرب، عكست مفهوم شمولية التاريخ خصوصاً نقطة المصير المكتوب لسائر البشر من جميع أمم العالم. عكس ما سبقها من تقاليد، جميع البشر هم فروع لإنسانية واحدة وخلاص الإنسان هو اكتمال إرادة الرب على الأرض. بالنسبة للمسيحيين، نهاية الأرض تكون بحلول يوم الدينونة الذي سيعلن في ملكوت السماء، وبالتالي سيتوقف العالم الذي نعرفه عن الوجود.
لا يمكن لأحداث التاريخ أن تصبح ذات معنى إلا إذا تعلقت بهدف أكبر، وتحقيق ذلك يتطلب وصول سيرورة التاريخ إلى نهاية. هذه النهاوية هي ما يجعل من أحداث معينة مفهومة للإنسان. المحاولات الأولى لكتابة علمانية شاملة لتاريخ البشرية بدأت بتأسيس المنهج العلمي في القرن السادس عشر مع غاليليو غاليلي ورينيه ديكارت وفرانسيس بيكون. افترض هولاء وغيرهم إمكانية المعرفة وبالتالي السيطرة على الطبيعة الخاضعة لمجموعة واضحة ومفهومة من القوانين أو القواعد الشاملة. هذه المعرفة لا يمكن انتقالها من شخص لآخر فحسب، بل هي متراكمة عبر أجيال متعاقبة بحيث لا تضيع الجهود بتكرار أخطاء الأجيال السابقة. إذاً فكرة التقدم متأصلة في نجاح العلم الطبيعي الحديث باعتباره اكتساباً غير محدودٍ من المعرفة.
جادل كوندروسيه في كتابه تقدم العقل البشري بوجود عشر مراحل للتاريخ الشمولي للإنسان يتميز أخرها بالمساواة في الفرص، الحرية، العقلانية، الديمقراطية، وانتشار التعليم العام. كانت المدرسة المثالية الألمانية أول من قدم تاريخاً شمولياً للإنسان بشكلٍ أكثر وضوحاً مثل إيمانويل كانت الذي قدم أطروحة بعنوان فكرة التاريخ الشامل من وجهة نظر كونية، وكانت هذه الأطروحة الأساس الذي بنيت عليه الأطروحات اللاحقة عن التاريخ الشامل للبشرية. اقترح كانت وجود نقطة نهاية للتاريخ، بمعنى وجود غاية نهائية موجودة في إمكانيات الإنسان الحالية تجعل التاريخ البشري مفهوماً.
تتحقق هذه النهاية بادراك الإنسان لحريته في مجتمع ترتبط فيه الحرية تحت القوانين الخارجية، بأعلى درجات السلطة. بمعنى أن إنشاء دستور مدني عادل هو أحد أصعب التحديات التي تفرضها الطبيعة على جميع الجنس البشري. يقول فرانسيس أن محاولة تحقيق هذه الغاية هي الوسيلة التي يمكن من خلالها فهم عملية التقدم في التاريخ. ويطرح التساؤل ما إذا كان التاريخ الشامل للبشرية مع أخذ جميعِ المُجتمعَاتِ والأوقاتِ بعينِ الاعتبار، يشير إلى تقدمٍ إنساني باتجاه الحكم الجمهوري، أو ما يُفهم في العصر الحديث بالديمقراطية الليبرالية. في فترات لاحقة، تحدث فرانسيس عن إسهامات الفيلسوف والمؤرخ عبد الرحمن بن خلدون، إذ كان من أوائل من كتب تاريخاً إنسانياً شاملاً وقَدَّم نُسخةً مُبَكّرةً عن مُسَبّبات الاضمحلال السّيَاسيّ.

### جدلية هيغل

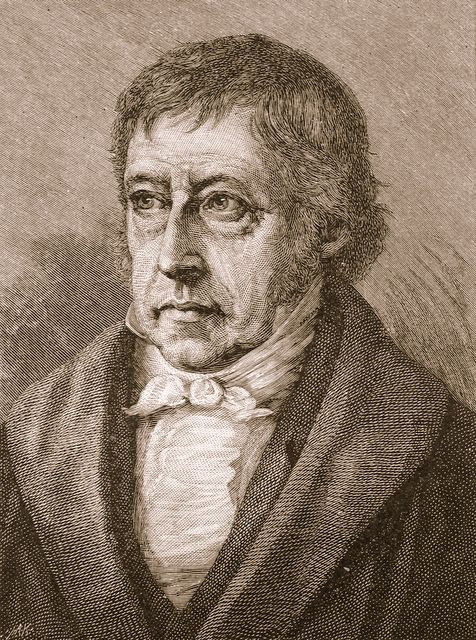
أعلن هيغل نهاية التاريخ خلال معركة ينا، بعد انتصار نابليون «الجمهوري» على ملك بروسيا فريدريك الثالث

أكمل هيغل مشروع إيمانويل كانت لكتابة تاريخ بشري شامل وذلك بكتابة محاسن دول وحضارات بشرية مختلفة، الأسباب التي أدت لانحطاطها وبالتالي سقوطها، وبذور التنوير التي نجت وساهمت في تحسين الحياة البشرية للحضارات التي أعقبتها. رأى هيغل أن عملية التقدم في المجتمعات البشرية لا تحدث نتيجة تطور مطرد للعقلانية، بل بسبب تصادم أعمى من العواطف التي دفعت الإنسان للثورة والحرب. بالنسبة لهيغل، يتحرك التاريخ عبر عملية مستمرة من النزاعات، حيث تتصادم الأنظمة الفكرية والسياسية وتنهار بسبب تناقضاتها الداخلية. ثم يتم إستبدالها بأنظمة فكرية وسياسية جديدة أقل تناقضاً وأسمى مبادئاً التي تؤدي دورها لتناقضات جديدة ومختلفة، أي ما يُعرف بالجدلية. يُعتبر هيغل من أوائل الفلاسفة الأوروبيين الذين تناولوا التواريخ القومية للأمم من خارج القارة الأوروبية. وبفعله ذلك، أراد إثبات أن مسار البشرية نحو الحرية والمساواة واحد بقوله أن تاريخ العالم ليس أكثر من ارتقاء ضمير الحرية. تجسيد هذه الحرية وفقاً لهيغل، هو الدولة الدستورية الحديثة أو ما يعرف في العصر الحديث بالديمقراطية الليبرالية.
يجادل فرانسيس بوقوع ارتباك وإساءة فهم للجدلية الهيغلية، إذ اعتقد فريدريك إنجلز أن الجدلية منهج يمكن استعارته من هيغل مع فصلها عن مضمونها الفلسفي. وآخرون اتهموها بأنها أداة ميتافيزيقية تسمح للمرء باستخلاص الاستنتاجات عن مجمل التاريخ البشري بناء على مبادئ بديهية أو منطقية بشكل مستقل عن البيانات التجريبية والمعرفة الحقيقية بالأحداث التاريخية. يدافع فرانسيس عن الجدلية الهيغلية ويقول أن مراجعة الأعمال التاريخية لهيغل تُظهر أن الحوادِثَ الطارئة تلعبُ دوراً كبيراً فيها، وهي تشبه الحوار السقراطي الذي يتمحور حول محادثةٍ بين رجلين عن مواضيع مثل ماهية الخير أو العدالة. يقوم الحوار السقراطي على مبدأ التناقض، والمحاور الأقل تناقضاً يَنتصر في المناظرة. وإذا ما وُجد أن كلاهما متناقضين بدرجةٍ متساوية، يخرج موقف ثالثٌ متحررٌ من تناقضاتِ سابقيه. وهذا الموقف الثالث قد يحتوي على تناقضاتٍ خاصة به لم يراها الأولون، إذاً يُفتح الباب لحوار وموقف أو حل جديد، وهكذا دواليك. الفرق هو أن هيغل طبق هذه الجدلية على مستوى المجتمعات أو ما يصفه علماء الاجتماع المعاصرون بالأنظمة الاجتماعية الاقتصادية. جدلية هيغل باختصار، التاريخ حوار بين مجتمعات مختلفة، تلك التي تعاني من تناقضات داخلية خطيرة تفشل وتنهار وتُستبدل بأنظمة جديدة قادرة على تجاوز تلك التناقضات.
يقول فرانسيس بأن هيغل اختلف عن المؤرخين الذين أتوا بعده لأنه لم يعتقد أن عملية التاريخ تسير بلا نهاية، ويرى أن العملية التاريخية تصل إلى نهايتها بتأسيس المجتمعات الحرة في العالم الحقيقي. لم يقصد نهاية الأحداث المحركة للتاريخ توقف العالم عن الوجود، أو تحديد سقف للمعرفة، قام هيغل بتعريف التقدم التاريخي أنه ارتقاء وتطور مستوى العقلانية والحرية عند الإنسان. اختتام هذه العملية يتحقق بمعرفة الرجل لنفسه أو ذاته. عندما أعلن هيغل نهاية التاريخ بعد معركة ينا بين قوات نابوليون وفريدرش فيلهلم الثالث، لم يكن يتحدث عن انتصار الليبرالية في جميع أنحاء العالم، لأن انتصارها لم يكن مضمونا في ذلك الجزء الصغير من ألمانيا. ما قصده، يقول فرانسيس، أن المبادئ التي تقوم عليها الدولة الليبرالية الحديثة قد أُكتشفت وتُطبق في أكثر البلدان تقدماً، ولا يوجد تنظيم اجتماعي وسياسي بديل يتفوق على تلك المبادئ. بمعنى آخر، الليبرالية لا تعاني من ذات التناقضات الداخلية الموجودة في أشكال تنظيم سابقة، وبالتالي تقود الجدلية التاريخية إلى نهاية.

### إتجاه التاريخ
في الفصل السادس من الكتاب، يُجادل فوكوياما بانتظامِ التاريخ بمعنى عدم إتخاذه مساراً دورياً أو عشوائياً. التاريخ الموجه يعني عدم عودة أشكال التنظيم المجتمعي المنحلة. يتطلب المسار الموجه للتاريخ عدة آلياتٍ ثابتة أو سابقاتٍ تاريخية تملي التطورَ ناحيّةَ إتجاه محدد، مع الاحتفاظ بذاكرةٍ عن العصورِ السابقة. يحدد فوكوياما العلم الطبيعي الحديث كآلية محتملة خلف التغيرات التاريخية الموجهة، لأنه النشاط الاجتماعي الوحيد المجمع على تراكميته. بمعنى أن العلم الطبيعي الحديث ليس عشوائياً ولا دورياً، فالبشر لا يعودون إلى حالة الجهل السابقة بشكل دوري ونتائج العلوم الطبيعية ليست خاضعة للأمزجة والأهواء. تأسيس أو اكتشاف المنهج العلمي لم يكن حادثاً عشوائياً وقسم الفترات التاريخية للبشرية إلى قبل و بعد. هناك طريقتان لتأثير العلم الطبيعي الحديث على إتجاه التاريخ: التنافس العسكري والنمو الاقتصادي.

#### التنافس العسكري

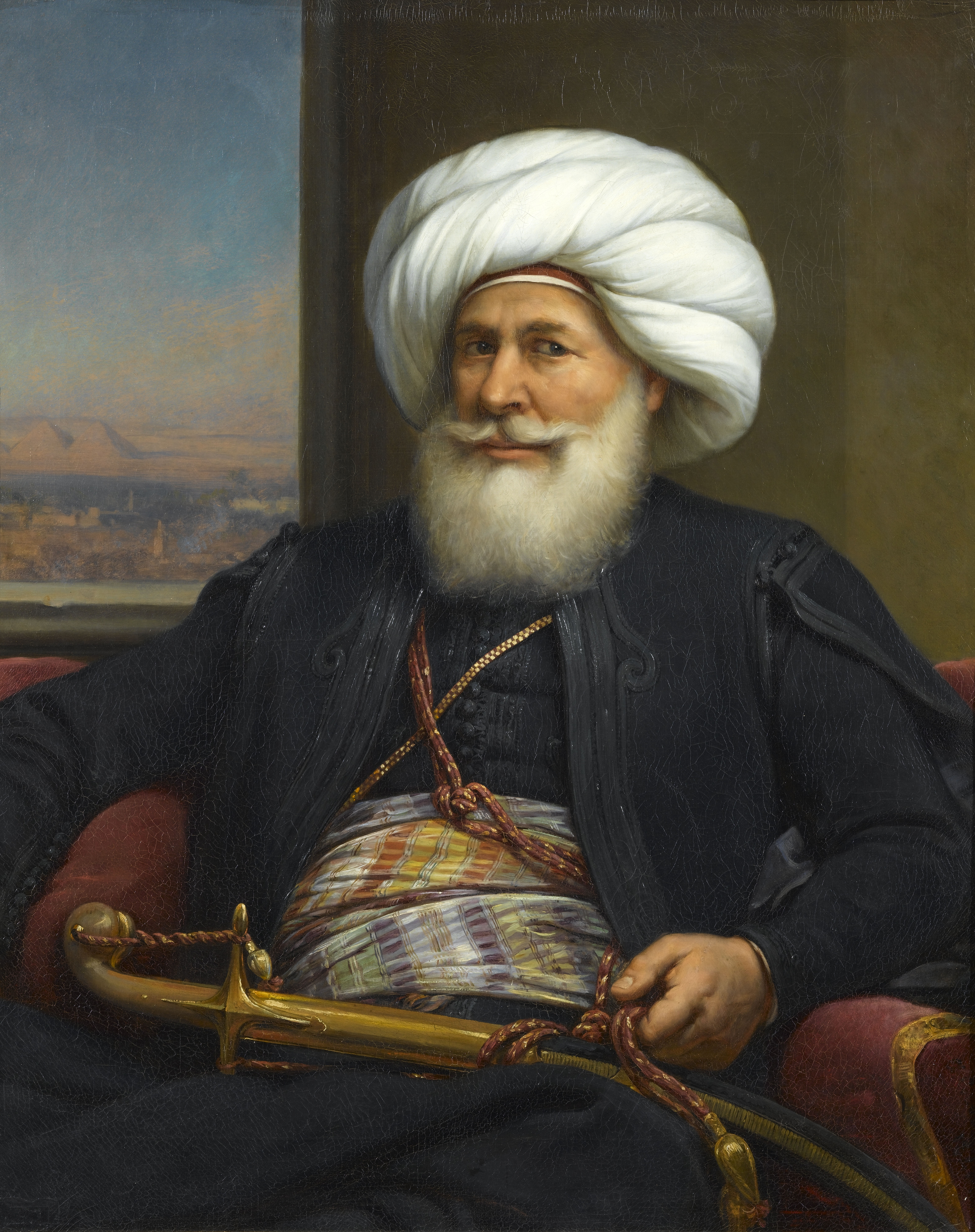
يستعمل فرانسيس سياسات محمد علي باشا كمثال على «التحديث الدفاعي».

العلم الطبيعي الحديث يمنح أفضلية عسكرية للمجتمعات التي يمكن أن تطور وتنتج وتطبق التكنولوجيا بالوسائل الأكثر فعالية، وهذه الميزة النسبية الموروثة من التكنولوجيا تزداد بتسارع المتغيرات التكنولوجية. يقول فرانسيس أن احتمالية الحرب دافع قوي لعقلنة المجتمعات وخلق هيكل اجتماعي موحد بين الثقافات. فأي دولة تأمل بالحفاظ على إستقلالها السياسي سوف تضطر إلى تبني تكنولوجيا أعدائها، وتعمل على إعادة هيكلة نظمها الإجتماعية على طول خطوط تسمح بانتاج هذه التكنولوجيا. على سبيل المثال، منافسة دولة ما لجيرانها يتطلب حجماً معيناً، وهو ما يشكل الدافع الأول للوحدة القومية. هذه الوحدة القومية تتطلب حكومة مركزية قوية قادرة على إدارة الموارد على المستوى القومي، وبسلطة غالبة بامكانها فرض الضرائب والقانون. للوصول إلى هذه النقطة، أوجه الولائات مثل المناطقية أو القبلية أو الطائفية، ينبغي أن تُدمر لاحتمالية عرقلتها للوحدة القومية.
يشير فرانسيس إلى أمثلة تاريخية متعددة لما سماه بالـ«تحديث الدفاعي»، وهو الإصلاح المجتمعي والسياسي بسبب التهديد العسكري. من بين أمثلة متعددة أوردها فوكويوما من اليابان وروسيا وألمانيا، ذكر لويس الثالث عشر ملك فرنسا وفيليب الثاني ملك إسبانيا ومحمد علي باشا من بين هذه الأمثلة. التهديد العسكري والمتطلبات الاقتصادية للحرب، دفعت هولاء الثلاثة لإحكام سلطتهم بتدمير المؤسسات الإقطاعية والمناطقية، وتعزيز فعالية الجهاز البيروقراطي ويضاف في حالة محمد علي باشا، إبادة الإنكشارية وفرض تعليم علماني في المدارس. أي أنهم أوجدوا الهياكل الأساسية لدولة حديثة.
استمرار الحرب والتنافس العسكري بين الدول يلعب عاملاً توحيدياً أو توفيقياً وهي مفارقة. لأنه يجبر الدول على قبول التكنولوجيا الحديثة وما يصاحبها من هياكل اجتماعية تؤدي إلى توليدها. معظم الدول لا تمتلك خيار رفض التكنولوجيا والحداثة العقلانية إذا كانت تريد الحفاظ على استقلالها القومي. يقول فرانسيس أن هناك إستثنائات وبامكان بعض البلدان أن تكون محظوظة. ما يسمى بالـ«علم الإسلامي» لم يستطع إنتاج إف - 4 فانتوم الثانية التي كانت تحتاجها إيران ضد العراق خلال حرب الخليج الأولى. وفقا لفرانسيس، السبب الوحيد الذي يدفع إيران لتحدي عملية العقلنة الغربية هو قدرتها على شراء هذه التكنولوجيا من دخلها المتولد عن الموارد النفطية.

#### النمو الاقتصادي
عملية التطور الصناعي ليست مجرد التطبيق المكثف للتكنولوجيا في عمليات التصنيع، لأنها تتطلب تطبيق المنطق البشري على إشكالات التنظيم الاجتماعي بهدف إيجاد تقسيم عقلاني للعمل. ينظم العلم الطبيعي الحديث إتجاه التطور الاقتصادي بانشاء أفق متغيرة لامكانيات الإنتاج. والإتجاه الذي يكشفه الأفق التكنولوجي تحديداً، متداخل بشكل وثيق مع تنظيم متزايد للعمل. يستعمل فرانسيس مثل تقدم التكنولوجيا في مجالي الإتصالات والنقل، هو تقدم تكنولوجي يزيد من حجم الأسواق. إتساع حجم الأسواق يؤدي إلى تيسير عملية إدراك وفورات الحجم عبر تقسيم العمل. بمعنى أن خطوط التجميع التي كانت مكلفة وغير مربحة عندما كان المصنع يبيع منتجاته في القرى، تصبح مجدية عندما يبيع المصنع منتجاته لكامل الأمة وربما يتوسع في سوق دولية أكبر. زيادة الإنتاجية بسبب هذه التحولات يزيد من حجم الأسواق الداخلية وبالتالي يخلق متطلبات جديدة لمزيد من التقسيم في العمل.
تقسيم العمل وفق مبادئ الفعالية الاقتصادية يتطلب عدة تغييرات ثابتة في البنية الاجتماعية للبلد: يجب أن يكون المجتمع متحضراً، بمعنى أن غالبيته من سكان المدن وليس الأرياف. ينبغي على العمل أن يكون متحركاً بشكل متزايد، بحيث يتمكن العمال من التحرك بسهولة ليتعلموا تقنيات ومهارات جديدة وتقديم خدماتهم لمن يعرض عليهم المبلغ الأكبر. حرية الحركة آلية فعالة لتقويض وكسر الروابط التقليدية مثل القبلية، الطائفية، العشائر، والعوائل الممتدة. إذ تستبدل هذه الروابط بتنظيمات بيروقراطية حديثة تشترط قدرات العامل للانضمام إليها، ويتم قياس أدائه استناداً على قواعد عالمية وليس الارتباط العائلي أو المكانة الاجتماعية. البيروقراطية الحديثة أضفت طابعاً مؤسسياً على التقسيم العقلاني للعمل عبر تقسيم المهام المعقدة بوضعها في ترتيب هرمي يبدأ بأكثرها سهولة، بحيث يصبح تنفيذ كثير من هذه المهام مسألة روتينية.
يوضح فرانسيس قوة تأثير تنظيم العمل في سياق التحديث الاجتماعي والسياسي، ويستعمل إسبانيا خلال حكم فرانشيسكو فرانكو كمثال. كانت قاعدة اليمين الإسباني الذي انتصر في الحرب الأهلية تتكون من ملاك الأراضي ووجهاء اجتماعيين في الريف، الذين كان باستطاعتهم تحريك جماهير حاشدة من الرعويين والفلاحين استناداً على الروابط التقليدية. هي ظاهرة لا زالت منتشرة في دول العالم الثالث يقول فرانسيس، حيث يتمكن أمراء الحروب من الهيمنة على السياسة الريفية اعتماداً على مثل هذه الروابط. التقدم الاقتصادي لإسبانيا خلال الخمسينيات والستينيات، أدخل علاقات السوق الحديثة وبالتالي أحدث ثورة إجتماعية دمرت هذه العلاقات الزبائنية. لو أراد أي شبيه بفرانكو في أن يشكل جيشاً أو ميليشيا إسبانيا اليوم ، لن يجد قاعدة شعبية تعينه. قد يكون للمجتمعات التقليدية المرتكزة على الدين مثلاً كثير من الأهداف، ولكنها لا تستطيع إدارة مواردها بشكل فعّال ولا تتقدم اقتصادياً بذات السرعة التي تبديها المجتمعات المتبعة لقواعد التنظيم العقلانية.

### نظريات التحديث
يناقش المؤلف في الفصل العاشر ما إذا كان العلمُ الطبيعي الحديث كآليةٍ محتملة لتحديدِ إتجاه التاريخ، تؤدي إلى إنشاءِ حكوماتٍ حرة ومنتخبة ديمقراطياً. بشكل عام، هناك علاقة ترابطية وثيقة تربط مستويات التعليم والتقدم الاقتصادي بالانتقال الديمقراطي. البرتغال، إسبانيا، اليابان، كوريا الجنوبية، تايوان وجنوب أفريقيا، دولٌ مرت بعمليةِ تطويرٍ صناعية أدت إلى نُزوح القرويين إلى المدن وانخفاض عدد العاملين بالزراعة. رافق تحضرهم ارتفاع مستويات التعليم وازياد المداخيل نتيجة ربط اقتصادات هذه البلدان بالعالم الخارجي، وانفتاح نخبها المتعلمة على ميول وقواعد السلوك المتبعة عالمياً. وتوجد علاقة متبادلة بين مستوى التحديث وظهور الديمقراطية، مثل بولندا وهنغاريا والتشيك وسلوفاكيا اللواتي إنتقلن إلى الديمقراطية بشكل أسرع من بلغاريا وصربيا ورومانيا بسبب تقدمهن الاقتصادي. وانطبقت نفس الحالة على البرتغالِ التي إنتقلت إلى الديمقراطية بصعوبة مسبة انخفاضِ مستواها الاجتماعي والاقتصادي مقارنةً بإسبانيا. الاستثناء الوحيد هو منطقة الشرق الأوسط التي لا تحوي أي ديمقراطيات مستقرة وتضم دولاً مثل السعودية والإمارات وإيران بمداخيل مرتفعة تقترب من المستويات الأوروبية والآسيوية، وذلك بسبب النفط يقول فرانسيس. بامكانهم اقتناء المظاهر السطحية للحداثة دون أن تمر مجتمعاتهم بالتحولات الاجتماعية التي تسمح بتكوين هذه الثروة عبر عمل مواطنيها. يستعرض فرانسيس ثلاث نظرياتٍ شائعة عن أسباب إنتاج التقدم الصناعي للديمقراطية الليبرالية، وهي بشكل مختصر:
- الديمقراطية هي النظام الوحيد القادر على معالجة النزاعات المتولدة عن تضارب المصالح: 
 وفقاً لهذه النظرية، الديمقراطية هي أكثرُ النُظُمِ قدرةً على التعامل مع المشاكل المتولدة بازدياد عدد الجماعات المصلحية نتيجة عملية التصنيع. من أمثلة هذه الجماعات طبقة عاملة تتمايز فيما بينها بمدى الكفاءة والاختصاص الحرفي، طبقة جديدة من الموظفين الإداريين قد لا تتطابق مصالحهم مع مصالح الإدارة العليا، طبقة بيروقراطيي الحكومة وتمايزهم على المستوى القومي والمناطقي والمحلي، موجات المهاجرين الذين يسعون للاستفادة من أسواق العمل المفتوحة في الدول المتقدمة، ومنظمات حماية البيئة الساعية إلى موازنة التطور الصناعي بالسلامة البيئية. فعالية الاقتصاد تعتمد على تعاون جميع هذه المجموعات وثقتها بشرعية النظام وهيئاته التحكيمية.
- تميل الديكتاتوريات إلى التحلل مع مرور الوقت:
 هذه النظرية تجادل بأن الأنظمة الدكتاتورية تميل إلى ارتكاب تجاوزات منفرة على مستوى الإنفاق الشخصي، وتدخل مراكز القوى في صراعات ذاتية مدمرة تُعيق فعالية عمل النظام وقد تؤدي إلى انهياره كوسيلة وحيدة للتغيير. نتيجةً لذلك، تتفادى الطبقة المتصارعة هذا المصير بالتوصل إلى اتفاقيات تُمهد الطريق إلى الديمقراطية.
- التصنيع الناجح يُوَلِّدُ طبقة وسطى قوية:
 النظرية الثالثة تقول بأن التصنيع يتطلب قوة عمالية متعلمة وكبيرة، وانتشار التعليم هو نتيجة للتعليم العام. هدف التعليم هو تحرير المواطنين من أشكال السلطة التقليدية بمساعدتهم على التفكير بمصالحهم بأنفسهم على المدى القريب والبعيد، وهو ما يُوَلِّدُ لديهم إحساساً بالكرامة واعتداداً بالذات لا يوجد في المجتمعات الرعوية الخاضعة لسلطة وجهاء اجتماعيين، وهكذا يتم تحديد المكانة الاجتماعية للفرد بناءً على على إنجازاته التعليمية. هذه الكرامة والقدرة على التفكير بالمصلحة الشخصية تدفعهم لرفض تفاوت المداخيل وعدم المساواة في مراحل التصنيع الأولى، وبالتالي رفض الأنظمة السياسية التي لا تحترمهم ولا تسمح لهم بالمشاركة المتساوية.

#### نقاط ضعف النظريات
في نفس الفصل، يناقش فرانسيس هذه النظريات الثلاث ويُوَضِّحُ نقاطَ ضعفها. تُوفّرُ الديمقراطية الليبرالية الأرضية المناسبة لحل النزاعات بين مجموعات المصالح، ولكن هذه النزاعات اقتصادية في أساسها وتشترك هذه المجموعات المصلحية في قيم مشتركة عن سلوكيات وقواعد العمل. بمعنى أنَّ الديمقراطية الليبرالية بحد ذاتها ليست آليةً فعَّالةً لإصلاح المجتمعات المنقسمة على طول خطوط بدائية. الديمقراطية في المجتمعات الرعوية التقليدية حيث تهيمن نُخَبٌ ليست بالمنتجة ولا بالمتسامحة مع الطبقات الأخرى، قد تكون مُجَرَّد آلية لإخفاء الفوارق الهائلة بين السكان. إذ تستطيعُ النخب التقليدية استغلال السلطة لتوجيه العملية السياسية، وهي وصفةٌ مثاليةٌ للركود وانعدامِ الفعّالية الاقتصاديَّة. استمرارُ هيْمَنةِ هذه النخب على السِّياسة الرّيفيَّة قد يولد ثورات يقودها أقصى اليسار، وأثبتت حالات عديدة فعّالية التحديث السلطوي لعلاج هذه الحالات من حيث المبدأ. تزدهر الرأسمالية بصورة أفضل في المجتمعات القائمة على المساواة، بحيث تستطيع الطبقة الوسطى المنتجة إزاحة النُخَب الاجتماعية التقليدية التي تتمتع بامتيازات متوارثة ولكنها غير منتجة ولا مفيدة اقتصادياً. ينجح التحديث السلطوي شريطة استخدام سلطة الدولة وتوجيه قدرتها على الإكراه ناحية تهيئة الظروف الاجتماعية للنمو الاقتصادي الرأسمالي، الذي يمهد الطريق لمستويات عالية من التصنيع، وبالتالي ظهور الديمقراطية بمرور الوقت.
أما النظرية التي تشير إلى تبني الديمقراطية نتيجة صراع مراكز القوى في النظام التسلطي، ليست مقنعة لأن الديمقراطية ليست الغاية النهائية للمجموعات المتنازعة. إن أعتمدت، تصبح هدنة هشة معرضة للانهيار باختلال توازن القوى بين هذه المراكز. وهو ما يعني احتماليةً قويةً لعودة أحد الفريقين منتصراً. في أغلب هذه الحالات، كلا الفريقين ليس مهتماً بالديمقراطية ولديه رؤية معينة يريد فرضها على المجتمع، ولا تستقر الديمقراطية عندما لا تكون أول خيارات الطبقة السياسية.
النظرية الأخيرة التي تَربِطُ مستويات التعليم بالانتقال الديمقراطي صحيحةٌ جزئياً، ولكن اختيار الديمقراطية ليس نَتيجَة عمليات التصنيع وارتفاع مستويات التعليم بحد ذاتها. طالب هندسة أجنبي دَرَس في الولايات المتحدة، سيتعلم مهاراتٍ جديدة ولكن ما من علاقةٍ ضرورية بين تدريبه الهندسي وإيمانه بفعّالية الديمقراطية الليبرالية. التعليم الجامعي الأميركي يغرس في عقول طلابه منظوراً نسبوياً يؤهلهم العَيْشَ في مجتمع ليبِرالي بتَقَبُّل وجود إجابات ووجهات نظر مختلفة، ولا يملي عليهم تفوق الديمقراطية الليبرالية كنظام. وإذا كان هدف دولة ما تحقيق النمو الاقتصادي فوق أي اعتبارات، تبدو السلطوية الرأسمالية أكثَرُ جاذبية من الديمقراطية الليبرالية. لأنها أكثر قدرة على إتباع قواعد الاقتصاد الليبرالي دون تحريفها بمشاريع معيقة للنمو مثل إعادة توزيع المداخيل والثروة، لا تشغل نفسها بعمال الصناعات المتدهورة، ولا تدعم القطاعات الغير الفعَّالة لمجرد قدرتها على الضغط السياسي. بلدان مثل كوريا الجنوبية في الستينات، سنغافورة، هونغ كونغ، وتايوان في السبعينيات، رأسمالية دولانية كان بامكانها إستخدام سلطة الدولة لخفض معدلات الاستهلاك وتحقيق نمو طويل الأجل. تدخل الحكومة في حالة هذه الأمثلة أثبت فعّاليته طالما أنه يشجع النمو الاقتصادي، ويظل في إطار السوق التنافسية، ومتحرر من الضغط السياسي. عكس الولايات المتحدة حيث تتدخل الحكومة الفيدرالية لتحقيق أهداف مثل إعادة التوزيع وتحقيق العدالة الاجتماعية، أو عرقلة الكونغرس لمخططات التصنيع القائمة على الكفاءة الاقتصادية لحماية صناعات غير فعَّالة أو الترويج لتلك التي تفضلها جماعات الضغط.
خاتمة الفصل هي أنّ العلاقةَ بين التنميّةِ الاقتصادية والديمقراطية الليبرالية وثيقة ولكنها ليست ضرورية، وبالتالي استنتج فرانسيس أن آلية العلم الطبيعي الحديث هي تفسير اقتصادي للتاريخ ولا تمتلك قوة ذاتية يمكن فصلها عن رغبات الإنسان. العلم الطبيعي الحديث وعملية التصنيع التي تتعزز بفضله، تؤدي إلى إتجاه اقتصادي محدد هو الرأسمالية، وهذا المحرك الاقتصادي يهيئ المجتمعات للانتقال الديمقراطي دون دفعها إليه. محرك الاتجاه السياسي للتاريخ دافع آخر سماه هيغل بـ«النضال من أجل الاعتراف».

## النضال من أجل الاعتراف
في القسم الثالث، يقول المؤلف أن آليةَ العلم الطَّبيعي تقدّم تَفسيراً إقتصادياً للتاريخ، ولكنه تفسير غير مكتمل لأنه لا يشرح كافة جوانب العملية التاريخية. مع أهمية آلية العلم الطبيعي، يجادل فرانسيس بضرورة العودة إلى جورج هيغل الذي قدم آليةً مكملةً للآلية الأولى، تَسمح باسترداد جدلية غير مادية لفهم دوافع الإنسان للثورة والمطالبة بالديمقراطيَّة، سماها بالنضال من أجل الاعتراف. العَودة إلى أصول المدرسة الليبراليَّة مثل توماس هوبز وجون لوك مفيدة يقول فرانسيس، ولكنه يرى أن هيغل يقدّم مفهوماً غَير أناني للمجتمع الليبرالي ويسعى للحفاظ عليه كجزء من مَشروع سياسي حَديث. مفهوم النضال من أجل الاعتراف ليس جديداً وقد استعمله الفلاسفة الثلاث المذكورين آنفاً، إلى جانب أفلاطون، نيكولو ماكيافيلي، فريدريك نيتشه، جيمس ماديسن، أليكساندر هاملتن، وجان جاك روسو وغيرهم، بصيغ وتعابير مختلفة تهدف إلى الإشارة لجانب من الإنسان يضفي عظمةً أو تقديراً على نفسه والأشياء من حوله.

### حالة الطبيعة
في الفَصل الرابع عَشر، يقول فرانسيس أن محاولةَ فَهم النضال من أجل الاعتراف تتطلب عودةً إلى المفاهيم الفلسفيَّة المختلفة عن حالة الطبيعة. تحت عنوان الإنسان الأول، يستعرض فرانسيس أطروحات توماس هوبز وجون لوك وجورج هيغل عن هذه المسألة. في مؤلفيَّه لوثيان وحول المواطن، يميز هوبز حالة الطبيعة بالـ:
 الواقع الاجتماعي الأساسي للبشرية ليس التعاون والوفاق بل حالة «حرب الجميع ضد الجميع». حدد هوبز ثلاثَ أسباب رئيسية للصراع بسبب هذه الحالة وهي: المنافسة، الاختلاف، والمجد. لا يرى هوبز أي خلاص أخلاقي في المجد أو الخُيَلاء ويَعتبرهُ مفهوماً تافهاً والسعي لتحقيقه هو أصل الواقع المزري لحالة الطبيعة. بالنسبة لهوبز، أقوى رغبات الإنسان هي الخوف من الموت العنيف ومن ثم فان أسمى الحقوق الطبيعية هي حق الحفاظ على السلامة الجسدية. برغم جدال هوبز أن شَرعيّة الحكومة نابعة من حفاظها على حقوق المَحكومينَ وليس حق الملوك الإلهي أو بدَعوى تَفوقهم على مَحكوميهم، فَضّل هوبز الملكية المطلقة القائمة على أساس عقد إجتماعي بحجة قدرتها على كبح نزوع الإنسان إلى حالته الطبيعية. بدون سيد مشترك، فـ«حرب الجميع ضد الجميع» نتيجةٌ حتمية ولذلك ينبغي للإنسان أن يتخلى عن كبريائه الساعي إلى المجد مقابل الحفاظ على سلامته الوجودية.

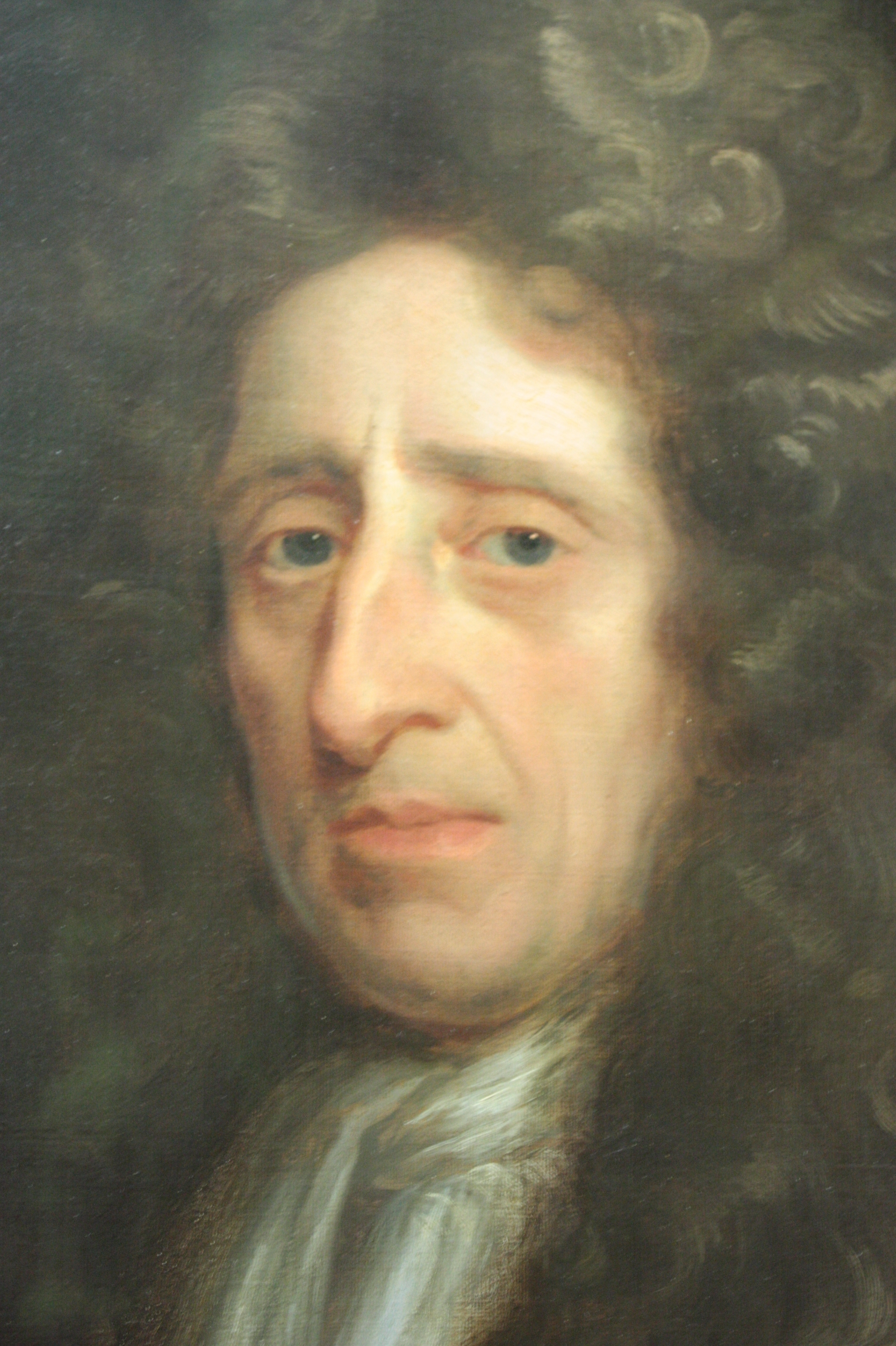
يُعَرّف جون لوك بـ«أب الليبِرالية الكلاسيكية» لأنه أوجد تقاليد الحقوق الطبيعية وفَصَلَ المجال الكَنَسي أو الديني عن الدولة.

جدال هوبز المؤيّد للملكيّة المطلقة كان ضعيفاً لأنّه ربط شرعيّة الملك بتوافق المحكومين والحفاظ على حقهم في الحياة، ولا يمكن قياس رضا الشعب من عدمه بغيّاب آليّة ديمقراطيّة كالانتخابات ودون رقابة حقيقيّة تمنع الملك من الاستبداد وانتهاك حقّ محكوميه في الحياة بشكل اعتباطي. هذا الضعف سمح لجون لوك بتعديل مذهب هوبز عن الملكية المطلقة وإستبدالها بالسيادة البرلمانية، وذلك لفعّالية النظام الدستوريّ في حماية حقوق الإنسان الأساسيّة. لم يبتعد لوك عن هوبز كثيراً فهو بدوره اعتبر الحكومة الشرعية تلك التي تحمي الإنسان من حالته الطبيعيّة، مع إضافة شرط الرفاه المادي إلى حق الحياة، وتوسيع وظيفة المجتمع المدني لحماية الملكية الخاصة عِوَضَ الاقتصار على حفظ السلم المجتمعي.
يختلف جورج هيغل عن المذكورين أعلاه في الوزن الأخلاقي الذي يضفيه على المجد أو ما يسميه بالنضال من أجل الاعتراف. يرى هيغل أن العَلاقة التاريخية بين الـ«عبيد» والـ«أسياد» بدائيَّة وجائرَة ولكنه يفهمهَا كمرحلة ضروريَّة من التاريخ البشريّ لأنها تجمع بين رغبتين أساستين عند الإنسان: الرغبة بالاعتراف والحفاظ على الحياة. يَعتبر هيغل أن ضميرَ الأَرستقراطيّ أكثر إنسانيةً من الـ«عبد» لأن هذا الـ«عبد» بخضوعه وخوفه من الموت، لم يَستطع تَجاوز أصله الحَيَواني وبالتالي هو أقل حرية من أسياده. إذاً وفقاً لهيغل، رغبة الإنسان بالمخاطرة التي قد تؤدي إلى الموت لأجل حريَّته هي ما يجعله إنساناً في المقام الأول، عكس الـ«عبد» الذي سيقايض حريَّته بالـ«أمن» و«الاستقرار». يناضل الرجل للاعتراف لأسباب غير مادية مثل اعتراف الآخرين بانسانيته وحريَّته وخلال سعيّه هذا، لا يبدو مهتماً بالماديات سواء كانت ملكية خاصة أو حياته بحد ذاتها.
ينتقد فرانسيس فلسفةَ لوك زاعماً أنها لا تحدد أهدافاً إيجابية للمواطنين، ولا يتجاوز دورها إرساء القواعد المتبادلة للحفاظ على الذات. وفقاً لفرانسيس، تلتزم الحكومات بقاعدة التسامح مع أنماط مختلفة من الحياة شريطة عدم انطوائها على اضطهاد لنمط آخر ولا يهم الحكومة إن كان محتوى هذه الحياة رفيعاً مليئاً بالكرم والخدمة العامة، أو منحطاً متمحوراً حول المُتَع الأنانية واللؤم الشخصي، وبالتالي ما يملأ هذا الفراغ هو السَعَيُّ المفتوح لتراكم الثروات. يقول المؤلف أن هذا النوع من الليبرالية أوجد توصيف البرجوازية على المنتج القياسي لفرد الطبقة الوسطى، ويُقصَد به فردٌ حاملٌ لقيمٍ ماديةٍ صِرفة لا تتجاوز علاقته بمحيطه الاجتماعي الحد الذي يمسح له بالحفاظ على ذاته وتراكم ثرواته.
بغياب رُوحيَّةٍ عامة وأهداف إيجابية لا تتعدى التفكير المنطقي بالمصلحة الشخصية، لا تُوَفّرُ ليبِرالية توماس هوبز وجون لوك سبباً عقلانياً للقتال من أجل الوطن بدلاً من جمع الممتلكات والهرب وقت الحرب، أو تقديم التضحيات الضرورية لتربية عائلة وقت السلم. لا يوجد سبب واضح يدفع الإنسان للاضطلاع بمسؤولية إتجاه محيطه الاجتماعي أو مساعدة الفقراء. يقول فرانسيس أن مثال هيغل عن الأرستقراطي الذي يخاطر بحياته إرضاءً لخُيَلائه هو أكثر تجليات اندفاع الإنسان المتقدم على حاجاته المادية تطرفاً، ولكنه فهم الإنسان كعامل أخلاقي كرامته مرتبطة بحريته الداخلية من التحديد المادي. جُذورَ نضالهِ للمجد أو الاعتراف وإن كانت مُتمددةً إلى حالته الطبيعية الأولى، فهي ليست منفصلة عن القومية والغيرة على المصلحة العامة وغيرها من الأبعاد الأخلاقية المحركة لعملية الجدلية في التاريخ البشري.

### الثيموس
يعود المؤلف إلى مفهوم أفلاطون عن الثيموس في الفَصلِ الخامسِ عَشر، وهي كلمة يونانية مرتبطة بحالة نفسية تُعَبِّر عن الغضب، الشجاعة، الغيرة، أو الاقدام. أهم ما يميز المدينة العادلة وفقاً لجمهورية أفلاطون، طبقة من الحراس تمتلك هذه الروحية التي تُحَرّك فيهم مشاعر الشجاعة والغضب نيابةً عن الآخرين ولأجلهم. يُشكل الثيموس إلى جانب الرغبة والمنطق، مكونات الروح الثلاث عند أفلاطون. الرغبة تشير إلى مشيئات الإنسان الاضطرارية، والمنطق هو الجانب الحسابي الذي يمنع الإنسان من الانصياع لبعض رغباته، والثيموس هي القيمة أو المقدار الذي يضعه الانسان لذاته.
كلما ازداد الرجل نبلاً كلما ازداد غضبه حال تَعَرُّضِه لمعاملة غير عادلة، ويصبح مستعداً للقتال دفاعاً عما يعتبره عدلاً، ولا يبدو مبالياً بتداعيات ذلك عليه مادياً. لأن الثيموس ليس رغبةً في أي مادة بحد ذاتها، بل رغبة الإنسان في أن يُعامل من الآخرين وفق تقديره لذاته ونفسه. يختلف الثيموس عن الصراع من أجل الاعتراف بعض الشيء لأنه يُلبس الأشياء قيمة، بينما نضال الاعتراف هو أحد النشاطات الثيموسية التي تطالب الآخرين مشاركتهم نفس الوعي عن القيمة الذاتية. بمعنى أن الرجل قد يمتلك قدراً عالياً من احترام الذات دون مطالبةِ الآخرينَ بالاعتراف، ولكن اليقين الشخصي عن تقدير الذات يتطلب اعترافاً في وعي الآخرين، لأن الاحترام ليس شيئاً مادياً يُمتلك بل وعي أو ضمير الآخرين. استعمل فرانسيس أمثلة قديمة من أفلاطون وسقراط لشرح الثيموس، وبهدف توضيح صلة هذه الروحية بالعالم المعاصر، استخدم مثالاً من الفيلسوف والمنشق السوفييتي الذي أصبح أول رئيس لجمهورية التشيك، فاتسلاف هافيل.
في مقال بعنوان قوة الضعفاء، يشرح هافيل السبب الذي يجعل الرجل العادي فاقد التعليم الاستثنائي أو المكانة، يتبنى أو يتقبل العيش في ظل أكاذيب السلطة سواء برفع شعاراتها أو تعليق صور قادتها وما شابه ذلك من سلوكيات. تحدث هافيل عن بائع خضروات في الاتحاد السوفييتي، يعلق يافطة على واجهة متجره مكتوبٌ عليها شعار ياعمال العالم اتحدوا. هذا البائع ليس متحمساً لفكرة اتحاد عُمال العالم، وحتى إن كان متحمساً فما من حاجةٍ ملحةٍ لتَعريفِ المُتبضعين بمواقفه، والغالب أنه لم يفكر للحظة في وسيلة تحقيق هذا الاتحاد. تخدم اليافطة هدفاً محدداً، إذ هي رسالة موجهة لكل من السلطة والمُخبرين المحتملين مفادها أنه يَعرف ماهية السلوك المُتَوقع منه ويأمل أن يُترَك بسلام. يستطيع البائع تعليقَ يافطةٍ تُعَبِّرُ عن نفس الرسالةِ بمضمونٍ يُظهرُ مهانته بشكل أكثر وضوحاً، ولكن اعتقاده أن لديه قيمة أو أنه جدير بالاحترام يمنعه من ذلك. هو يقول وإن كان لا يَستطيع التعبيرَ عن هذا الاعتقاد، أنه عاملٌ أخلاقي قادرٌ على الاختيار وبامكانه مقَاومةُ احتياجاته الطبيعيّة لأجل المبادئ. تَعليقُ اليافطة يَخدِمُ غرضان: تزيينُ الأصل الوضيعِ لطاعته وإخفاء الأساس المنحط للسلطة خلف واجهة زائفة لمبدأ رفيع.
وفقاً لفرانسيس، الثيموس وإن كان غَريزياً فهو متفاوت بين رَجل وآخر، وعمليةٌ تطورية كذلك. لا يستطيع المرء أن يكون ناجحاً تحت حكم هذه الأنظمة دون توريط نفسه في حِيَل وأكاذيب السلطة، والأغلبية مستعدة للقبول بحياة «طبيعية» تنطوي على وجود تافه وانحطاط روحي. أولئك الذين يختارون الصدق مع أنفسهم والحفاظ على كرامتهم وتقديرهم الذاتي، سيضحون بالترضيات الصغيرة المقدمة من السلطة ويقايضونها باحتمالات السجن أو الاغتراب خاصة ما كان النظام هشاً تستطيع الكلمات زعزعةَ أساسه. وهكذا يرتبط الثيموس بالنظام السياسي الجيد لأنه مصدر استبسال وغيرة على الصالح العام، ويولد رفضاً واثقاً للمساومات الأخلاقية. هذا النظام السياسي الجيد ليس مجرد عقد اتفاق لعدم الاعتداء المتبادل، بل يلبي رغبات الإنسان العادلة في الاعتراف بكرامته وقدره.

### الثيموس والرغبة

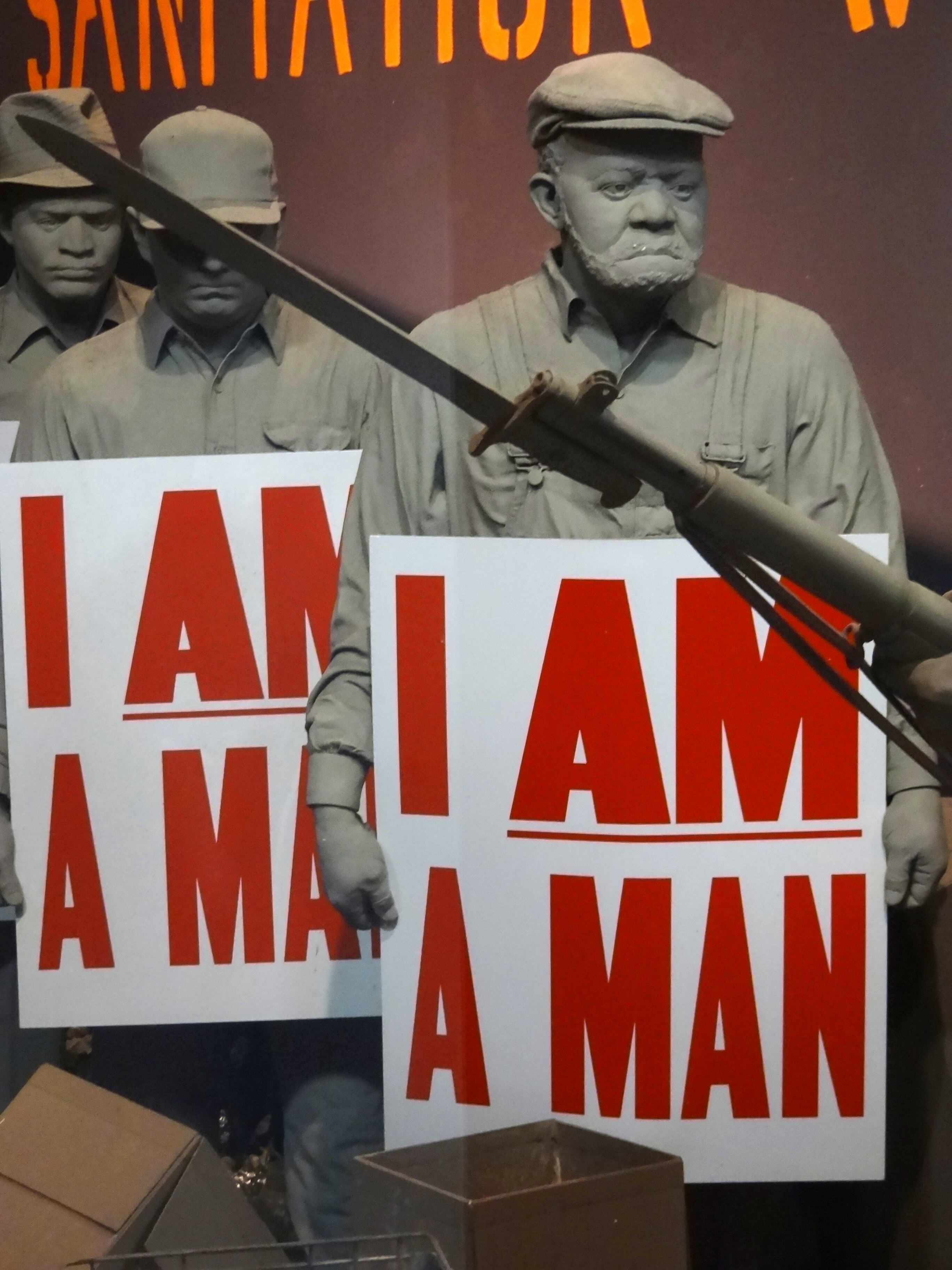
يَقول فرانسيس أن إضرابَ العامل سلوكٌ يَعكسُ شُعوراً بانتهاك كَرامته وعدم تقدير قيمته الذاتيّة في كثير من الأحيان.

في الفصل السادس عشر، يوضّح فرانسيس الفروقات بين الثيموس والرغبة، وأسباب الخلط بينهما، ولماذا لا ينبغي تبني تفسيرات اقتصادية حصرية قد تؤدّي لقراءات خاطئة عن التغيّرات السياسيّة التاريخيّة. لكي يثبت أن الطبيعة التأكيدية للثيموس وأنانية الرغبة ظاهرتان منفصلتان، يستعمل فرانسيس مثل العمال الذين يشنون إضراباً عاماً. لا يبدأون نشاطهم هذا لمُجرَّد أنهم مجموعة مصلحية ترغب بحصة أكبر من الأرباح، الجشع ليس دافعهم ولا استخراج أكبر قدر ممكن من أموال المؤسسة هدفهم. يعتبر العامل نفسه أجيراً جيداً بقيمة مرتفعة لرب العمل، غير أن مقدار الأجر الذي يتلقاه لا يتناسب مع حجم الأرباح التي يُوَلدها. فيدرك أنه يتعرض لمعاملة غير عادلة، وسيلجأ لاستعارات تُعَبِّرُ عن امتهان مفترض لكرامته. يطلب العامل زيادةً في الأجر حتى يستطيع تسديد التزاماته الحياتية المختلفة، وفي الوقت نفسه يعتبر الزيادة علامةً دالةً على قيمته الذاتيّة. إذاً يتولّد الغضب في نزاعات العمل لإحساس العامل أن إدارته لا تعترف بكرامته بشكل كامل. هذا لا ينفي وجود محاولات تُعَبِّرُ عن كلبيةً نقية تُلبس المطالب الاقتصاديّة رداء العدالة، ولكن نزاعات الأموال تعكس في كثير من الأحيان روحيةً غاضبة على الكرامة.
يجادل المؤلف أن سوء فهم هذا المكون الروحي لما يفترض غالباً أنه دافع اقتصادي، هو وراء التأكيدات الشائعة بوقوف الفقر خلف الثورات وبازدياد معدلاته تتعاظم الاحتمالات الثورية. يستشهد فرانسيس بدراسة ألكسيس دو توكفيل عن الثورة الفرنسية لتفنيد هذه الفرضية. قبل ثلاثين سنة من اندلاع الثورة، شهدت فرنسا فترةً غير مسبوقة من النمو الاقتصادي مضافٌ عليها إصلاحات ليبرالية شابها سوء تدبير من الملكية الفرنسية. كان القرويون والبرجوازيون أكثر اِزدهاراً مقارنةً بأقرانهم في مناطق أخرى من أوروبا، ومَكَّنهم التحرير السياسي من إدراك حرمانهم النسبي أمام الأرستقراطية الفرنسية بشكل أكثر وضوحاً وأبلغ دقةً. يقول فرانسيس أن أفقرَ الدول أو أغناها تكون أكثرها اِستقراراً، فالتوتر السياسي مُحصّلةُ عملية التحديث الاقتصادية التي تُوَلِّدُ توقعات ومطالبَ جديدة بين المواطنين. بمعنى أنَّ اضطرابَ الدول الفقيرة ليس نتيجةً للفقر بحد ذاته، بل استيعاب هؤلاء الفقراء لمبلغ بؤسهم.
يستعمل فرانسيس التفسيرات الاقتصاديّة الحصرية للحرب الأهلية الأميركية كمثال آخر على الخلط بين الثيموس والرغبة. كانت العوامل الاقتصادية حاضرةً بصورة تكميلية إلى حد كبير. الجنوب الأميركي كان أكثر تقليديةً باقتصاد زراعي يعتمد على العبيد، في حين كان الشمال رأسمالياً وأكثر تطوراً وفق الشروط الصناعية. غير أنَّ مُعظم المؤرخين المعاصرين يرفضون تجاهل محورية العبودية قبل وخلال الحرب. كان جنود الاتحاد مؤمنين أنهم يقاتلون لتحرير العبيد والحفاظ على الاتحاد الأميركي، بينما أرادَ الجنوب الحفاظ على خصوصية مؤسساته ونمط الحياة الذي أوجدته. بُغِيَّة تحقيق مسعاهم، لجئُوا لاستعاراتٍ تُعَبّرُ عن انتهاكٍ مزعوم لحقوقهم وحقوق ولاياتهم في الدستور الأميركي. وإذا كان الدافع اقتصادياً، لرضخ الرئيس أبراهام لينكون لمطالب معارضي الإعتاق ممن فَضَّلَ تسويةً مبكرة مع الجنوب. إصرارُ الرئيس لينكون على استمرارها «ولو كلفت ثمار مئتين وخمسين عاماً من كد وعناء العبيد بلا مقابل»، يشيرُ إلى جانب من الحرب يَصعُبُ تسويغه اقتصادياً.
لكي يَشرَح هذا الجانب الروحي من العملية التاريخيّة في الفترة المعاصرة، ناقش فرانسيس وبشكل مطول أمثلة الثورة المخملية في التشيك، الثورة الرومانية، الغضب الشعبي المتراكم في بولندا بسبب رفض الحزب الشيوعي الاعتراف بمسؤولية المفوضية الشعبية عن مجزرة كاتين، احتقان ألمانيا الشرقية بعد كشف ترف المسكن الشخصي لإريك هونيكر، ومظاهرات ساحة تيانانمن الصينية التي نظمها طلاب جامعيون ينتمون لطبقات ميسورة. وفي الولايات المتحدة، حركة الحقوق المدنية وجدل الإجهاض أمثلةٌ معاصرة عن النضال لأجل الاعتراف تكاد تخلو من البعد الاقتصادي ومثال الإجهاض أكثر وضوحاً. يختتم المؤلف الفَصْلَ بالإشارة إلى أهمية هذه الأسباب برغم جانبيتها، لأنها خاتمة تسلسل الأحداث الثورية. يقول فرانسيس أن الثورات لا تندلع إلا لو أقدم ولو عدد بسيط من الناس على المخاطرة بحياتهم والتضحية براحتهم لأجل قضية ما، وهذا الاستبسال لا يأتي عبر جزء الرغبة في الروح بل من الثيموس. البرجوازي الحقيقي سيجري تحليلاً للتكلفة والفائدة الذي سيوفر له أسباباً منطقية للـ«عمل في إطار النظام». الرجل الغاضب على كرامته وكرامة بقية المواطنين هو من يدرك أن قيمته الذاتية تتجاوز مجرّد مجموعةً رغبات معقدة تشكل وجوده المادي. بدون تصرفات دالة على شجاعة هذا الرجل رداً على تصرفات السلطة، لا يمكن وقوع الأحداث التي تؤدي إلى تغيرات جذرية في هياكل النظام.

### ميغالوثيميا
في الفصل السابع عشر، يناقش المؤلف صيغة تركيب تدعى ميغالوثيميا، وهي رغبة الإنسان الاعتراف به كعامل متفوق. وجود بعد أخلاقي في الشخصية البشرية يعمل على تقييم الذات والآخرين باستمرار، غيّب الاتفاق الموضوعي حول جوهر أو مضمون الأخلاقيات. هذا البعد الأخلاقي يجعل البشر يختلفون ويجادلون ويغضبون على بعضهم حول مجموعة من الأسئلة الكبيرة أو الصغيرة. إذا كان الثيموس مصدراً للفضائل النبيلة ومركزياً في مناهضة الطغيان ودافعاً لاختيار الديمقراطيّة الليبرالية، هو يتضمن جانباً مظلماً كذلك جعل عديد فلاسفة يعتبرونه مصدراً أصولياً للشرّ البشري. الثيموس مصدر للاعتداد بالذات وهو أمر إيجابي بحد ذاته لأنه يساعد الرجل على الرفض، ولكن ما من ضمانة حقيقية أن الجميع سيُقَيِّمُونَ أنفسهم كمتساوين مع الآخرين وقد يسعون للنضال لانتزاع اعتراف بتفوقهم. مصدر هذا التقييم المرتفع للذات قد يكون مستنداً على قيمة داخلية حقيقية، ولكنه في كثير من الحالات ناتج عن تضخيم أو انتفاخ تافه في التقدير الذاتي. جميع من فكر في السياسة ومشاكل إيجاد نظام سياسيّ عادل، تعامل مع الغموض الأخلاقي للثيموس محاولاً الاستفادة من جوانبه الإيجابيّة والبحث عن وسائل تؤديّ إلى تحييد هذا الجانب المظلم.
فهم الفلاسفة الليبراليون الأوائل الميغالوثيميا كصيغةٍ بالية للخُيَلاء الأرستقراطي العنيد أو التعصب الديني لكهنة يعيشونَ في عالم آخر. إذ كانت البرجوازية هندسةً إجتماعيّةً متعمدة بغيّةَ تحقيق السلم المجتمعي بتغليب جانبي الرغبة والمنطق في الرُوحيَّة البشرية. جادلوا بأن خُيَلاء الأرستقراطي لا يخلق ثروة لأن ثروته مسروقةٌ من الفلاحين، ولا يتصرف الأرستقراطي وفق منطق اقتصادي عقلاني، بما أنه لا يعمل ويؤكد ذاته في بطالته. تأكيده لذاته يتحقق بالحرب واعتراف القرويين بهيمنته. لذلك رأى هوبز ولوك ضرورة إقناع الأرستقراطي بتفاهة خُيَلائه وتحويله إلى رجل أعمال يثري نفسه ومن حوله بواسطة العمل. انتقد الألماني فريدريك نيتشه محاولات نفي النضال من أجل الاعتراف من الرُوحيَّة العامة، وحدد جوهر الإنسان الحقيقي في سعيه إلى المجد. تم التعارف على اعتبار رغبة الاعتراف بالتفوق سمةً سلبية تضفى على شخصيات مثل أدولف هتلر، ويجادل فرانسيس أن الميغالوثيميا لا زالت متواجدة وإن اتخذت أشكالاً مختلفة. مضيفاً أن كثيراً من الأشياء التي يعتبرها الرجل مرضيةً في حياته، لم يكن لها لتوجد في المقام الأول لولا رغبته باعتراف الآخرين بتفوقه.

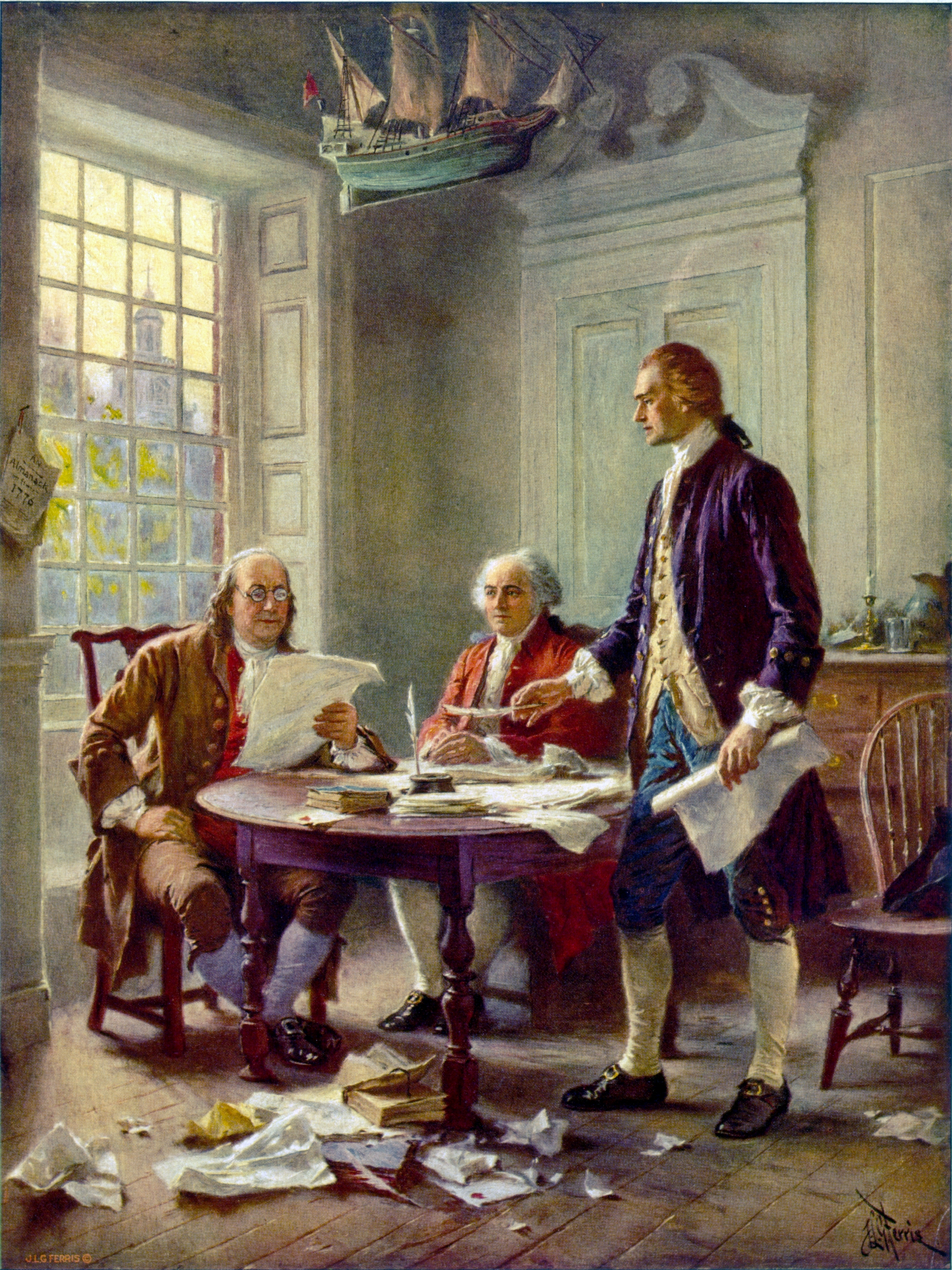
برغم تأثير جون لوك، فَهم الآباء المؤسسون للولايات المتحدة العملية الديمقراطية كآليةً لتحقيق الاعتراف

مثلما جادل أفلاطون أن المدينة العادلة تشمل طبقة حراس فخورين بأنفسهم ومدينتهم ويشعرون بغضب غير عقلاني إتجاه من يهدّدها، جادل في الوقت نفسه أن الثيموس قد يَكونُ عاملاً تدميرياً للمجتمعات السياسيّة. نيكولو ماكيافيلي، الذي يُعتَبَرُ مؤسسَ الفلسفة السياسيّة الحديثة على نطاق واسع، فَهِمَ الميغالوثيميا كشكل من أشكال السعي إلى المجد وجزءٌ طبيعي من تكوين الإنسان. خالف أفلاطون في جدوى تحسين الناس عبر التعليم، وسعى لايجاد نظام سياسي جيد عَبْرَ استعمال السوء أو الشر البشري لتحقيق غايات إيجابية بتمريره عبر مؤسسات سياسيّة مناسبة. قد تقوم أمةٌ ما بغزو جيرانها إما دفاعاً عن النفس أو لبناء مجتمع وموارد لأجل المستقبل، والسعي للمجد يتجاوز هذه الاعتبارات كافة. هذه الميغالوثيميا تخلق عدة مشاكل، ورأى ماكيافيلي أنها تدفع الرجال الطامحين إلى الطغيان، وتُحَوّلُ الآخرين إلى عبيد. وسيلته لحل هذه الإشكالية لم تتضمن تعليم أو ترويض «حراس المدينة العادلة»، بل بموازنة ثيموس بآخر عبر جمهورية مختلطة، حيث تُوازَنُ طموحات الأمراء والأرستقراطيين برغباتِ عموم الشعب بالاستقلال، وهو كفيلٌ بضمانِ حدٍ معين من الحرية. هذا التصور الماكيافيلي كان نسخةً مبكرة لما أصبح يعرف حالياً بفصل السلطات.
تجسدت تصورات جون لوك الأساسيّة في إعلان الاستقلال الأميركي وتتجلى في أحد أشهر عباراته وهي الحياة والحرية والسعي لتحقيق السعادة، وفي رسائل الآباء المؤسسين للولايات المتحدة بشكل عام. برغم تأثير لوك على جيمس ماديسن، توماس جيفرسن، ألكساندر هاميلتن، جون آدامز، بنجامين فرانكلين وغيرهم، يقول فرانسيس أنهم لم يسعوا لنفي النضال من أجل الاعتراف من الحياة السياسيّة. مثل ماكيافيلي، فهموا الاعتزاز المولّد لتأكيد الذات كدافع محرك للعملية السياسيّة. قدم الآباء المؤسسون العملية الديمقراطيّة باعتبارها منصةً تسمح للرجال الساعين للاعتراف أو المجد تحقيق طموحاتهم، وليست مجرّد وسيلة لإصدار القرارات السياسية أو تجميع المصالح الاقتصاديّة المختلفة. لذلك اعتبروا الدستور الأميركي آليةً لتمرير التعابير الثيموسية  المختلفة عبر متنفسات منتجة وآمنة. بالنسبة لجيمس ماديسن، الترشح لمنصب سياسي، إلقاء الخطابات السياسيّة، خوض المناظرات، والتصويت في الانتخابات، سلوكياتٌ تُشْبِعُ رغبات الإنسان بالاعتراف. نظام الضوابط والموازنات في مبدأ فصل السلطات، يضمن عدم بزوغ طاغية بسبب طموحاته. بمعنى أن بامكان أي سياسي أميركي التعبير عن طموحه بأن يصبح يوليوس قيصر العصر الحديث على حد تعبير المؤلف، غير أن القيود المؤسسيّة والقوى السياسيّة من مختلف الأطراف تجبره على الاعتراف بطموحاتهم كذلك، وبالتالي التصرف كـ«خادمٍ للشعب» عِوَضَ التَسَلُّطِ عليه.

### الأسياد والعبيد
في الفصل الثامن عشر، يعود المؤلف إلى جدلية السيد والعبد ويناقش علاقة العبيد والأسياد الناشئة عن حرب حالة الطبيعة. مدلول هذه العلاقة بالنّسبة لفكرة الكتاب الأساسية كامنٌ في عدم إيفائها برغبات الاعتراف الطّبيعيّة لكل من العبد والسيد. صميم جدلية هيغل هو أن النوع البشري لا يصبح إنساناً إلا بتغلّبه على قيوده الماديّة، لأن «العمل وفق ما تمليه الطبيعة» سلوكٌ مشترك بين سائرِ الحيوانات. كلا العبد والسيد يُبرزُ خاصية مميزة، ويشرح فرانسيس كيفية مساهمتهما في الدفع بالجدلية التاريخية. فلسفة هيغل عن العبودية والحرية تخالف توماس هوبز، لأن العبد عند هيغل لم يقتنع بحالته ورغبته المستمرة بالاعتراف هي ما يحرك العملية التاريخية.
تبجيل جورج هيغل للـ«سيد الأرستقراطي» الذي يجازف بحياته لغاية كالاعتراف، يبدو غريباً وإشكالياً للوهلة الأولى. هذا التقييم الرفيع لإنسانية الأرستقراطي نابعٌ من إستعداده للمجازفة بحياته لأجل غاية غير بيولوجيّة، أي أنه يوحي بقدرته على تجاوز محدداته المادية. الـ«عبد» الذي يستسلم لخوفه الطبيعيّ من الموت، يُبَيّنُ أنه لا يزال ذلك الحيوان الخائف الذي لم يستطع كسر أصفاده الطبيعيّة. هذه العلاقة الاجتماعيّة ليست راسخةً على المدى البعيد، لأنها لا تلبي رغبات أي من السيد والعبد بالاعتراف، وغياب الرضا يخلق التناقض الذي يولد بدوره دافعاً نحو التقدم التاريخي.
يتولد التناقض مغبّة تفاهة اعتراف عَبدٍ جبان ناقص الإنسانية، لأن جدوى الاعتراف كقيمة تتجسدُ باحترام قرين آخر مماثل في الكرامة. إذ أن عادة الإنسان تقدير الاعتراف لذاته أو إنجازاته من أشخاص يحترمهم ويثق في رأيهم وصلاحياتهم لاطلاق الأحكام. بالإضافة إلى ذلك، هذا السيد لا يعمل لوجود عبيد يعملون لأجله، وهكذا يغلب على حياته نمطٌ راكد وغير متغيّر من الفراغ والاستهلاك. قد يخاطر بحياته بشكل متكرر لينتزع اعتراف أسياد آخرين إما بالسيطرة على مقاطعة ما أو الانتصار في نزاع على خلافة العرش. هذا السلوك، وإن كان يُعَبّرُ عن ضمير إنسانيّ رفيع بتقديم رغبته بالاعتراف على احتياجاته المادية، لَا يُوَفّرُ محركاً للتقدم البشري لأنه يُكرّر نفسه بشكل دائم وَلا يغيّر من علاقة الأرستقراطي بالرجال الآخرين ولا ببيئته الطبيعية.
العَبدُ ليس راضياً كذلك ولكن بخلاف السيد، اسْتيَاءَهُ لا يؤدي إلى حالة من الركود أو التكرار. أوجَدَ خوفُ الموت دافعاً للعمل بالنسبة للعبد، وعمله في هذه الحالة لا يميزه عن الآلة ولا يؤدي إلى الاعتراف به إنسانا. بما أنه مجرّد أداة لتلبية رغبات أسياده، غياب الاعتراف المتبادل يدفعه للتغيير. يسترد العبد إنسانيته التي خسرها باستسلامه لخوفه الطبيعي عَبْرَ تطوير أخلاقيات للعمل. بمعنى أن دوافعه للعمل تتغيّر من خوف العقوبة إلى شعور بالمسؤولية وإحساس بواجب نابعٌ من انضباطه الذاتي. اكتسابُ هذه الأخلاقيات يُبرهن أن العَبدَ تغلب على قيده الطبيعي لأجل مبدأ غير مادي، وأصبح إنساناً بناءً على هذا الانتصار.
توليد الأخلاقيات ليس عاملاً محرراً بحد ذاته، ولكنه تطورٌ مهم قاد الإنسان لاكتشاف مقدرته على تطويع الطبيعة والتغّلب عليها. يكتشف خلال عمله أنه قادرٌ على تجميع موادٍ طبيعية مختلفة لانتاج مواد جديدة استناداً على مفهوم مسبق، وهكذا وُجِدَت التكنولوجيا. باستيعاب براعته في تذليل الطبيعة المحيطة، يتعلم كيفية تغيير طبيعته كذلك. العلوم الطبيعية الحديثة وهي من آليات توجيه التاريخ، ليست نتيجة ابتكار السيد الخامل الذي يمتلك كل ما يريد، بل اختراعُ عبيد لا يطيقونَ واقعهم ويَسعونَ لتغييره.
حرية العبد وسيطرته على الطبيعة ذات مغزى أعمق من حرية السيد يقول فرانسيس، لأنها تُقدّمُ تجريداً واضحاً للتمكين. يتمتع السيد بالحرية بشكل غير تأملي أو محسوس، بينما يَتَصوَّرُ العبد مفهوم الحرية نتيجة لعمله ويَتَشَكَّلُ التناقض عند مقارنته لأفكاره بواقع حالته. لا يقوم العبد بتحدي أسياده تلقائياً، إذ يمر بعمليّة طويلة ومؤلمة من التعليم الذاتي حتى يتغلب على مخاوفه ويتمكن من انتزاع حريته المشروعة. حالته الواقعية تدفعه إلى الفلسفة لدراسة الحرية بشكل مجرد، ومن ثم ابتكار المبادئ أو الإصدارات التمهيدية لتصوراته عن المجتمع الحر وترجمتها إلى آيديولوجيا قبل أن تصبح واقعاً. لهذا السبب، يرتقي ضمير الـ«عبد» ويسمو على ضمير «أسياده» بما أنه أصبح أكثر وعياً بذاته.

### الدولة المتجانسة
في الفصل التاسع عشر، تَحدثَ فرانسيس عن أفكار هيغل حول المسيحية وكيفية مساهمتها في ظهور الديمقراطية الليبرالية. لا يقترح هيغل أنَّ الديمقراطيّة الليبراليّة منتجٌ مسيحي، لكنها أول تقليد ديني يؤسس مبدأ مساواة جميع البشر أمام الرب، وحددت الكرامة الإنسانية في المدى الذي يتصرف فيه الإنسان كعامل أخلاقي. تكون بذلك قد وضَّحت للـ«عبيد» مفهوماً مبكراً عن الحرية وحددت لهم معنى الكرامة. مع الإقرارِ بادراكها المفهوم الصحيح للحرية، إلا أن الفلسفة المسيحية، في نَظَر هيغل، لم تكن أكثر من مواساة للـ«عبيد» أن خلاصاً ينتظرهم في حياة أخرى. لهذا السبب قال هيغل بأن الله لم يخلق الإنسان بل كان الإنسان من خلقه تجسيماً لفكره التجريدي عن الحرية. بالنسبة لهيغل، استيفاء الجدلية التاريخية تَطلب علمنة مفاهيم المسيحية عن الحرية والمساواة وتطبيقها في العالم الحقيقي. بمعنى أن الـ«عبد» الذي خلقَ فكرةَ الإله القوي المهيمن على الطبيعة، العادل الذي يقف على مسافة واحدة من جميع البشر مقراً بحريتهم للاختيار بين الصواب والخطأ، قادرٌ على إنزاله ليعيش في البرلمان وبيروقراطية الدولة. وفقاً لفرانسيس، يقدّمُ هيغل فرصةً لاعادة تفسير الديمقراطية الليبرالية بصورةً أنبل من التقاليد المنبثقة عن جون لوك وتوماس هوبز، لأن الليبرالية الهيغلية تعرضُ بيانَ أسبابٍ أكثر دقةً لما يعنيه الرجل عند تعبيره عن رغبةٍ بقضاء حياته في ديمقراطية. لا يختار الناس الحياةَ في ديمقراطيّة لمُجرَّد أنها تسمح لهم بتكوين الثروات وإرضاء جانب الرغبة من الروح، بل لاعترافها بكرامتهم وقيمتهم الذاتية.
يُعالج الاعتراف الشامل والمتبادل التناقضات الشديدة في مجتمعات العبيد بأشكالها المختلفة. ذلك أن الملكيات المطلقة أو الأرستقراطية تَمنحُ الاعترافَ لشخص الملك والطبقة السياسية الحاكمة، ورضاهم الناتج عن هذا الاعتراف ليس تبادلياً ويتحقق على حساب الجمهور الأوسع الذي لا يتمتع باعتراف مماثل. يُحل هذا التناقض بإعادة صياغة أخلاقية السيد والعبد، عبر إزالة علامات الاختلاف والتميز بينهما، وبذلك يصبح العبيد السابقين أسياداً على أنفسهم دون عملية استعباد جديدة لا تحقق تقدماً في السيرورة التاريخية. مع تشابه ليبرالية لوك وهيغل، يقول فرانسيس أن هيغل ما كان ليؤيد بعض التقاليد الليبرالية الكلاسيكية المُمَثلة حالياً في تيار الليبرتارية الذي يعتقدُ أنَّ سعي الأفراد نحو مصالحهم الأنانية أمرٌ مطلق والابتعاد عن طريقهم غَرَضُ الحكومة الوحيد. تأثيرُ جون لوك على مؤسسي الولايات المتحدة بَيِّنٌ وصريح، ولكن هذا لا يعني أن فَهْمَ الأميركيين لذاتهم محصور في هذا الإطار. يستشهد فرانسيس بالتعابير التي استخدمها ناشطوا حركة الحقوق المدنية والمتعاطفين معها من اعتراف بكرامة السود إلى استيفاء وعود إعلان الاستقلال، ومثل ذلك حق التصويت الذي استثنى عدة قطاعات مجتمعية عبر التاريخ الأميركي. لأن التصويت في الانتخابات الأميركية لم يكن مسألةً اقتصادية في الضمير المجتمعي، بقدر ما عَبَّر عن دلالة رمزية للقيمة الذاتية وأُعتبرَ غايةً في حد ذاته.
تقومُ الدولةُ المتجانسة على ركيزتي الاقتصاد والاعتراف، وبالإمكان تَعيينُ الرابط المفقود بين شقي الليبرالية الاقتصادية والسياسية بتحديد النضالِ من أجل الاعتراف واعتباره مُحركاً رئيسياً لسيرورة التقدم التاريخي. كما أُشير سابقاً، لا يوجد مُبَرِرٌ اقتصادي للديمقراطية لكن تحديد النضال من أجل الاعتراف كمُحرك للجدلية التاريخية يُسَّهل عَملية تبيانِ إسهامات التنمية الاقتصادية في تحفيز الانتقال الديمقراطي. بخلاف فرضيات شائعة، المجتمعات الفقيرة ذات مستويات التعليمِ المنخفضة لا تُظْهرُ ذات الكرامة والاعتزاز الذاتي المُطالب بالاعتراف. تقود التنمية الاقتصادية إلى إستيعاب العبد لمفهوم السيادة بفضل تطوير أخلاقيات العمل وإنتاج التكنولوجيا التي تعينه على تَسَيُّد الطبيعة. زيادةً على ذلك، يَرتبطُ مستوى التعليم بالإدراك الذاتيّ طردياً، ومن ثم يلجأ العبيد إلى دراسة وإستيعاب أفكار عبيدٍ آخرين أدركوا واقعهم بالمثل. حاجة التقدم الاقتصادي للتعليم العام عامل مشجع على الانتقال الديمقراطي كذلك. إذ تنهارُ الحواجز الطبقية القديمة لصالح حالة عامة من مساواة الفرص عاقبةَ حراك اجتماعي مروج للأفكار المساواتية. وبالتالي تستند الطبقات الاجتماعية الجديدة على الموقع الاقتصادي ومستوى التعليم. وهكذا يفرض الاقتصاد مساواةً بحكم الأمر الواقع قبل تفعليها بحكم القانون.

## الاعتراف الغير العقلاني
في القسم الرابع، يناقش فرانسيس مراحل التحول الفعلي على صعيد الوعي المجتمعي وهو يتجه نحو الديمقراطية الليبرالية. يقول أن رغبات الاعتراف قد تتخذ أنماطاً غير منطقية قبل أن تتبدل لصالح صيغة من الاعتراف الشامل والمتبادل، بالذات رغبات الاعتراف الدينية والقومية. لم يكن هذا التحول مريحاً وأملس في أغلب الحالات، وتتواجد رغبات الاعتراف العقلانية جنباً إلى جنب مع الرغبات الغير منطقية في معظم مجتمعات العالم، بل إن ظهور واستمرار الاعتراف العقلاني يتطلب بقاء هذه الأنماط الغير عقلانية بصيغة معينة.

### الثقافة
في الفصل العشرين وتحت عنوان أقسى الوحوش الباردة، يُحاول فرانسيس تحليلَ أسباب تَعَثُّرِ عمليات الانتقال الديمقراطي في بلدان عديدة تَقبلت قياداتها القِيَم الديمقراطية على المستوى التجريدي، واحتمالات تقهقر واِنتكاس العديد من الديمقراطيات الناشئة. تأسيس الديمقراطية الليبرالية عَملٌ سياسي بالغ العقلانية في حد ذاته، بحيث يتشاور المجتمع في طبيعة الدستور والقوانين المنظمة لحياته. ولكن كثيرةٌ هي الحالات التي لا تُحَققُ فيها السياسةُ والمَنطق الغايات المنشودة ويَفقدُ البشر سيطرتهم على حياتهم السياسية. على سبيل المثال، مُعظَمُ دول أميركا اللاتينية تبنت دساتيراً ليبِراليةً عَقِبَ استقلالها عن إسبانيا أو البرتغال في القرن التاسع عشر، غير أنَّ ذلك لم يكن كافياً لتحويلها إلى ديمقراطيات مستقرة. شَهِدَت فرنسا قيامَ خمس جمهوريات منذ الثورة التي أقرت حقوقاً ومساواة على المستوى النظري، وهي حالة مختلفة عن التجربة الديمقراطيَّةِ لكُلٍ من الولايات المتحدة وبريطانيا. وفقاً لفرانسيس، يُعْزَى هذا الفشل إلى غياب الانسجام الكامل بين الدولة والمجتمع.
يَقولُ المؤلفُ أن الدولةَ مخلوقٌ سياسي مُتعَمد أو متأني، أي يَعرف الذي يريد تحقيقه على صعيد الأهداف. الشعوب في المقابل، هي مجتمعات أخلاقية موجودةٌ مسبقاً. مجتمعات أخلاقية بمعنى امتلاكها لمعتقدات مشتركة عن جوهر الخير أو الشر، وطبيعة المقدس أو المدنس. هذه الشمائل هي نتيجة قرار تأسيسي أُتخذ في عصور سابقة لا تتذكرها الشعوب بدقة، واستمرارها حولها إلى تقاليد، وهذه التقاليد تُشَكِّلُ ما يُطلق عليه ثقافة. هناك عدة فروع للثقافة، ولا يقصد المؤلف التراث الغنائي أو الرقصات والأزياء الشعبية، بل الأعراف ومفاهيم الحق والباطل التي تنعكس على الدستور والقوانين، العائلة، الدين، الهياكل الطبقية، العادات اليومية وأنماط الحياة المتوقعة. يتحدث المؤلف عن تأثير الثقافة السياسية وما إذا كان نجاح الديمقراطيةِ يَتطلبُ وجود ثقافة مدنية، بمعنى أن أداء واستمرارِ المؤسسات الديمقراطية على مستوى النظام السياسي يَتصلُ بشكل وثيق مع الميول المجتمعية السائدة على المستوى القِيَمي للفرد.
وفقاً للمؤلف، تَنبتُ الثقافةُ من مقدرة الإنسان على التقييم، وبالتالي فإن الثيموس أو النضال من أجل الاعتراف مصدرُ ما يسميه علماء الاجتماع بالقِيَم. النضال من أجل الاعتراف كان ما أوجد جدلية السيد والعبد بتجلياتها المختلفة، وهذه العلاقة أوجدت مجموعة قواعد أخلاقية محددة لأشكال متنوعة من العلاقات الاجتماعية. إذاً في الأصل، القِيَم التي تُوَلدُها الثقافة بمفهومها العام ليست نابعة من جانبي الرغبة والمنطق في الروحية البشرية. انبثقت الديمقراطيات الأنجلو ساكسونية  عن فلسفة توماس هوبز وجون لوك التي نازعت شعوبها لفترة بهدف مجانسة تقاليدها الثقافية وتعليمهم الحساب العقلاني البارد للمصلحة الذاتية على المدى البعيد. بمعنى، أنَّ القيم الديقراطية الأساسية مثل المشاركة السياسية، العلمانية، العقلانية، التقمص العاطفي والتسامح، لم تكن بأي حال من الأحوال قيماً أصلية أو تقليدية تُعَرِّفُ الخير أو الفضيلة لأي مجتمع في العالم، عُرِضَتْ في البداية كآليات وظيفية لضمان سلامة وازدهار المجتمعات. نجاح الديمقراطية على الصعيد المؤسسي، اعتمد إلى درجة كبيرة على مدى استيعاب المواطنين لقِيَمها باعتبارها جانباً أصولياً من ثقافتهم وليس محض آليات ضرورية.
هناك عدة مواقف في أدبيات الثقافة السياسة، أحدها يجادل بأن الديمقراطية مجموعةٌ محدودة من الآليات المؤسسية التي تُنظم مجال السياسة الرسمية، صلة المؤسسات الديمقراطية بحياة المواطنين اليومية ضعيفة أو ليست مهمة، وبالتالي لا تحتاجُ فعاليتها لجمهورٍ ضاغطٍ أخلاقياً لقِيَمٍ مثل التسامح والثقة. قِيَمٌ كهذه قد تكون محورية في العلاقات المدنية، إلا أنَّ تأثيرها متواضع على المؤسسات السياسية. الموقف الآخر من بين عدة مواقف هو ما يجادل فرانسيس لصالحه، قيم التعبير الذاتي التي لا تشير صراحة إلى الديمقراطية بالضرورة، عوامل ثقافية أكثر أهمية لديمقراطية تعمل من مُجرَّد التأييد العلني لمؤسساتها السياسية. بتعبير آخر، وجود ثقافة شعبية كامنة تُوَلِّدُ قيماً افتخارية مثل حرية التعبير، حرية الدين، حق التجمع والاحتجاج وما إلى ذلك، مؤشر أقوى على فعالية الديمقراطية على مستوى المؤسسات السياسية. يقول المؤلف أن نجاحَ الديمقراطية يعتمد على اِمتصاص المواطنين لقِيَمها الأساسية ونسيان جذورها الذرائعية إما كوسيلة لتحقيق الرفاه الاقتصادي أو الحفاظ على السلامة الجسدية، لأن قِيَم الثقافة المدنية تولد اعتزازاً غير عقلاني بين المواطنين بالديمقراطية ليس لأنها أفضل من الأوتوقراطية، بل لأنها ديمقراطيتهم.
معظم شعوب العالم باختلاف البلدان والثقافات، ستجيب أنها تفضل الديمقراطية على الاستبداد نظرياً، ولكن فعالية المؤسسات الديمقراطية لا تعتمد على هذا التفضيل وحده وإن كان مهماً بطبيعة الحال. في بقية الفصل، يناقش فرانسيس أربعة عوامل ثقافية وهي قوة أو ضعف الهوية القومية، تسامح أو تعصب التقاليد الدينية، قدرة الشعب على إيجاد مجتمع مدني كمجال نشاط مستقل أو ما سماه ألكسيس دو توكفيل بـ«فن الترابط»، ومستوى المساواتية أو التمييز في الهياكل الاجتماعية، وحلل تأثير هذه العوامل إيجاباً وسلباً على استقرار الديمقراطية، كما قَدَّمَ تسلسلاً تاريخياً مختصراً لكيفية ظهور الثقافة المدنية في عدد من البلدان. يختتم الفصل بالتأكيد أنَّ الثقافة ليست ظاهرةً جامدة بل منتجٌ بشري خاضع لعملية تطورية مستمرة، وتتعدل لأسباب كثيرة منها التنمية الاقتصادية، الحروب والمآسي القومية، الهجرة أو الاختيار الواعي. مع أخذ كافة العوامل المذكورة بالاعتبار، تَلعبُ الدولة دوراً استثنائياً في تشكيل شعبها لأن الديمقراطية لا تتسلل خلسة دون قرار سياسي صريح بتأسيسها، أو بغياب رجال دولة عقلانيين بمهارات وحساسية تعينهم على توسيع نطاق الحريات، وتأسيس ثقافة شعبية جديدة.

### العمل
مثلما أنَّ بعض الديمقراطيات الرسمية مختلةٌ وظيفياً، اعتماد الرأسمالية مذهباً اقتصادياً على المستوى الرسمي لا يكفي لتأسيس اقتصاد فعَّال. في الفصل الواحد والعشرين، يناقش المؤلف تجليات الاعتراف الغير عقلانية في مجال العمل، ودور الثقافة القومية في تشكيل أخلاقياته. حدد آدم سميث حكمة أو حماقة السياسات الحكومية كمصدر رئيسي للتفاوت الاقتصادي الدولي، وجادل بعالمية السلوك الاقتصادي البشري بشكل أو بآخر ما تم تحريره من القيود والسياسات السيئة. ما من خلافٍ على محورية السياسات الحكومية، غير أنها جانب واحد من القصة ويجادل فرانسيس بأن للثقافة تأثيرٌ دامغٌ على السلوكيات الاقتصادية. الحديث عن الخصائص القومية لم يَعد بالأمر المحبذ في العالم المعاصر لما ينطوي على ذلك من تعميمٍ ومبالغة لا يمكن قياسها علمياً. مع أخذ ذلك بالاعتبار، لا يحتاج المرء لدراسات لكي يلاحظ الأداء الاقتصادي المتفوق نسبياً للصينيين الماليزيين مُقابل المجموعات الإثنية الأخرى التي تُشَكِّلُ ذلك البلد، أو جودة الصناعة الألمانية بالمقارنة مع نظيراتها الأوروبية. يقول المؤلف أنَّ هذه ظواهر تتحدى التفسير وفق شروط الاقتصاد الكلي وأناط المسببات بعوامل ثقافية.
يُورِدُ المؤلف التعريف التقليدي للعمل باعتباره نشاطاً مكروهاً في أصله، يُزاوَلُ للمنفعة التي ينتجها. يتوقف الرجل عن العمل عندما يصل إلى مرحلة معينة، وهي المرحلة التي يتجاوز فيها الاستياء الطبيعي من جهد العمل المنفعة المرجوة. إذاً الرغبة والمنطق في الروحية البشرية كافية لشرح ميول العمل المختلفة. ولكن مصطلح أخلاقيات العمل يقترح أن الاختلافات في أساليب العمل تُحَدد وفقاً للثقافة والأعراف، وبالتالي هي مرتبطة بعض الشيء بالثيموس. على سبيل المثال، من الشائع في اليابان أن يقضي الموظف ساعات إضافية في مكتبه، بل مغادرة المكتب فور انقضاء الثمان ساعات الاعتيادية قد يجلب اتهامات بالخيانة. ثمانين أو تسعين ساعة عمل أسبوعياً بمعدل أربعة عشر ساعةٍ يومياً ليس بالسلوك المستغرب بين اليابانيين. يتلقى هذا الموظف راتباً أعلى من الذين يعملون لساعاتٍ أقل، ولكن لا يمكن تفسير سلوكه من زواية المنفعة حصرياً، لأنه بالكاد يجد وقتاً كافياً للاستمتاع بأمواله وتداعيات سلوكه سلبية على صحته العامة. يقول فرانسيس أن التعويضات المالية جزءٌ من دافعهم، ولكن من الواضح أنهم يستمدون الرضا من العمل نفسه أو من المكانة والاعتراف التي يوفرها لهم.
المعتقدات الدينية ليست عقلانية في أساسها، ولهذا السبب جادل كثيرٌ من علماء الاجتماع أن الدين هو أحد الثقافات التقليدية التي ستنحط أو تفقد أهميتها مع عمليات التصنيع أمام حب الاقتناء العقلاني الذي يُشكل الرأسمالية الحديثة. يقول فرانسيس أن المجتمعات الرأسمالية الأكثر نجاحاً كانت تلك التي تمتلك أساساً غير عقلاني وقبل حداثي لأخلاقيات عملٍ شجعتها معتقداتٌ دينية في الأصل، تم تناسيها حالياً وفُصلت عن أصلها الحقيقي بسبب عملية العلمنة في المجتمعات الحديثة. يُعد كتاب ماكس فيبر المعنون الأخلاق البروتستانتية وروح الرأسمالية أحد أشهر المؤلفات عن علاقة البروتستانتية وبالذات المذاهب الكالفينية والتطهيرية، بالتنمية الاقتصادية الرأسمالية المبكرة. واستشهد المؤلف بدراسات مشابهة مثل أطروحة عالم الاجتماع الأميركي روبرت نيلي بيلا عن إمكانية تتبع أخلاقيات العمل اليابانية لأصول دينية مثل فلسفة جودو شينشو وحركة شينغاكو وقوانين بوشيدو. بالتأكيد، ضمرت دوافع العمل هذه ولا يتذكرها أحد، إلا أنَّ تفسير أخلاقيات العمل يتطلب العودة إلى جذورها الروحية الأولى، يقول فرانسيس التي تحدث عنها بشئء من التفصيل. في المقابل، جوانب محددة في بعض المعتقدات الدينية قد تشكل عائقاً أمام التنمية الاقتصادية. الهندوسية هي أحد أقدم أديان العالم، ولكنها لا تؤمن بمساواة جميع البشر وتقسمهم إلى مجموعات طبقية، وتحدد لهم حقوقهم ونمط الحياة المتوقع منهم حسب الطبقة التي ينتمون إليها. لم يعرقل هذا النظام السياسات الليبرالية ولكنه شَكَّلَ عائقاً أمام الحراك الاجتماعي، لأن الفقراء يعتقدون أن فقرهم يحقق فضيلة خاصةً وأنهم موعدون بموقع أفضل بعد ولادتهم من جديد.
في نفس الفصل، يناقش الكاتب اختلافات ميول العمل في الدول الليبرالية اقتصادياً بسبب الثقافة. الثقافة اليابانية ومثلها ثقافات شرق آسيا بشكل أوسع، تُثَمن العمل الجماعي أكثر من الولايات المتحدة وحلل انعكاس ذلك على السلوك الاقتصادي، فالنزعة القومية للاقتصاد الياباني هي نتيجة مباشرة لهذه الثقافة. لم تُترجم القومية اليابانية إلى سياسات حمائية، بل تظهر في سلوكيات مثل حفاظ المُصَنِّعينَ على شبكة مزودين محليين، واستعدادهم لدفع سعر أغلى بسبب يابانية المنتج، أو سياسات مثل التوظيف الدائم مدى الحياة في بعض الشركات الكبرى. بعد استخدامه لعدة أمثلة عن الاختلافات الثقافية بين اليابان والولايات المتحدة وألمانيا والسويد في مجال العمل، يختتم الفصل بالتأكيد أن القبول بالليبرالية السياسية والاقتصادية، لا يعني القضاء على الاختلافات الثقافية بين الشعوب حتى وإن تبنت وسائل تنظيم اقتصادية متشابهة. إذ ستستمر بعض أشكال النضال من أجل الاعتراف الغير عقلانية بالتأثير على السلوكيات الاقتصادية والمساهمة في ثراء أو فقر الأمم.

### النظام السياسي
في الفصل الثاني والعشرين، يناقش المؤلف تداعيات النجاح والفشل الاقتصادي ودورهما المحتمل في تَشَكُّلِ آيديولوجياتٍ متعصبة وصيغُ حُكمٍ تشوبها نزعاتٌ سلطوية. يشهد العالم المعاصر تزايداً ملحوظاً في نسب التجانس بين المجتمعات بسبب الاقتصاد والتكنولوجيا الحديثة، وانتشار أفكار الاعتراف المتبادل كأساس لشرعية الحكومة. في نفس الوقت، هناك مقاومة لهذا التجانس بإعادة تأكيد هويات ثقافية ما دون سياسية من شأنها تعزيز الحواجز بين الأمم. برغم عدم وجود بديل حقيقي للديمقراطية الليبرالية، بعض الأنظمة السلطوية قد تؤكد نفسها في المستقبل. هذه الأنظمة ستنسب لمجموعتين رئيسيتين: أولئك الذين يُمَنَّوْنَ باخفاقاتٍ اقتصادية متواصلة، والمجتمعات التي تُظهر مهارةً استثنائية في اتقان اللعبة الرأسمالية.

#### المتعثِّرون اقتصاديا
كي يُعَزِّزَ جداله، استعمل فرانسيس أمثلة الأصولية الإسلامية والمركزية الأفريقية، ظاهرتان مختلفتان في الأهداف والمنطلقات، غير أنَّ مسبباتهما البعيدة متشابهة. في مجمل الكتاب، كان حديث فرانسيس عن الأصولية الإسلامية مختصراً برغم الانتقادات التي واجهها مقاله الأصلي بسبب هذا التجاهل. لم تتغير إجابة فرانسيس ويقول في أحد الهوامش أن لا أحد من الناقدين تحدث عن الإسلام السياسي باعتباره بديلاً متفوقاً على الديمقراطية الليبرالية على مستوى التنظيم السياسي والاجتماعي، وتحدث بالتفصيل عن موقفه هذا في مقابلات، مقالات بحثية ومؤلفات أخرى منشورة.
أوردَ فرانسيس نُبذةً تاريخية موجزة لعملياتِ التَحديثِ التي مرَّت بها بلدانٌ في الشرق الأوسط خلال القرن التاسع عشر وبدايات القرن العشرين، وجادل بامكانية رؤية الأصولية الإسلامية كردة فعل على فشل المجتمعات ذات الأغلبية المسلمة في الحفاظ على كرامتها أمام الغرب الغير مسلم. سياساتُ التَحديثِ تَضَمنت محاولات تطبيقَ مبادئ العقلانية على مناحي مختلفة مثل بيروقراطية الدولة، الاقتصاد، التعليم والجيش مدفوعةٌ بحوافزَ مماثلة لليابان خلال فترة ميجي ألا وهي تعزيز قدراتهم التنافسية أمام قوى أوروبية مهيمنة اقتصادياً وعسكرياً. يقول المؤلف أنَّ تركيا كانت أبرز هذه المساعي منهجية، إذ استكمل مؤسس الأمة مصطفى كمال أتاتورك إصلاحات التنظيمات العثمانية وبنى مجتمعاً علمانياً قائمٌ على القومية التركية. القومية العلمانية كانت آخر الإيرادات الغربية المقبولة، ممثلة في الحركات القومية العربية في مصر الناصرية والعراق وسورية. بخلاف اليابان التي استفادت من عملية التحديث في هزيمة الروس خلال الحرب الروسية اليابانية وإنشاء إمبراطورية احتلت مساحات شاسعة من شرق وجنوب شرق آسيا، لم تستطع معظم الدول ذات الأغلبية المسلمة استيعاب هذه الواردات الأوروبية بطريقة مقنعة عبر ترجمتها إلى نجاحات سياسية واقتصادية. إذ ظل معظمها تبعيات مستعمرة خلال الحرب العالمية الثانية، وانهار مشروع القوميين العرب بعد سلسلة هزائم مهينة ضد إسرائيل.
جَدَّدَ تحليلاً شائعاً بأن الأصولية الإسلامية وعمليات الأسلمة بتجلياتها المختلفة مدفوعةٌ بحقد ثقافي أكثر من كونها نظاماً بديلاً. يقول أنَّ الأصولية الإسلامية ليست حالة نجاة قِيَم تقليدية في العصر الحديث، بل دعوة إلى العودة لقيم أنقى وأكثر تأصلاً يدعون أنها وجدت في الماضي البعيد. ليست القيم التقليدية للماضي القريب، ولا القيم الغربية المزروعة بشكل سيئ في الشرق الأوسط. في هذا الصدد، وفقاً للمؤلف، تحمل الأصولية الإسلامية أوجه شبه سطحية مع الفاشية الأوروبية، من ناحية دعوتها للانقلاب على كل قيم التنوير، العقلانية، الديمقراطية، المجتمع البرجوازي وإلى آخر ما نَظَّرَ ضده الفاشيست الأوروبيون. لفهم الأصولية الإسلامية، يقول فرانسيس أنَّ على المرء إدراك عمق جراح الكرامة التي أصابت المجتمعات المسلمة بفشلها المزدوج في الحفاظ على تماسك بنية مجتمعية تقليدية، واستيعاب التكنولوجيا وقيم التنظيم الغربية بنجاح.

#### الناجحون اقتصاديا
يقول فرانسيس أنَّ المجتمعات التي تحقق نجاحات اقتصادية غير اعتيادية، قد تكون مصدراً جديداً للأفكار السلطوية. بعد الحرب العالمية الثانية، كانت اليابان ومعها بقية الدول الآسيوية تنظر إلى الولايات المتحدة وأوروبا كنماذج لمجتمعات حديثة وآمنوا بضرورة استعارة تقنيات التنظيم لتحقيق أغراض تنافسية. غير أنَّ النجاح الاقتصادي الهائل قادهم إلى الإيمان بأن نجاحهم لم يكن نتيجة استعارتهم الخبرات الغربية فحسب، بل لحفاظهم على مميزات ثقافية معينة مثل أخلاقيات العمل، ودمجها مع بيئة عمل حديثة. عادة ما يتم تفسير الديمقراطية الليبرالية بطريقة مختلفة بسبب اختلاف جذور السلطة السياسية في المجتمعات الآسيوية. السلطة الخيرة للأب أو رب العائلة، هي نموذج جميع علاقات السلطة في شرق آسيا بما في ذلك السلطة السياسية.
يشرح فرانسيس تأثير الجماعية في اليابان على مختلف العلاقات الاجتماعية بداية بالعائلة وبيئة العمل، إلى العلاقة بالممثلين السياسيين. على سبيل المثال، في حين أنَّ الدستور والنظام القانوني الياباني يعترف بالحقوق الفردية، غير أنَّ المجتمع الياباني يميل إلى منح الاعتراف على مستوى المجموعات. أي أنَّ الفرد في هذا المجتمع يستمد كرامته من المجموعة التي ينتمي إليها ويُتَوَقَّعُ منه الانصياع لقواعدها. قد يتعرض للنبذ الاجتماعي وفقدان المكانة ما سعى للتأكيد على كرامة وحقوق فردية، ذلك أنَّ الياباني يربط فشله أو نجاحه الشخصي بخزي أو مفخرة لجماعته. في هذه الثقافة التي تضفي قيمةً أعلى على الوفاق والتجانس الجماعي ما يشرح أسباب هيمنة الحزب الليبرالي الديمقراطي على السياسة اليابانية، وغياب أي تناوب حقيقي للسلطة برغم الحريات السياسية المكفولة قانونياً ودستورياً. يتكون الحزب من بيروقراطيين كبار وزعماء فصائل لم يصلوا إلى مواقعهم بالتصويت، بل بسبب خلفيتهم التعليمية وعلاقاتهم الشخصية. تتفق اليابان مع كافة المعايير الرسمية للديمقراطية الليبرالية من إجراء انتخاباتٍ دورية منتظمة وضمان حقوق أساسية. مع ذلك، يجادل فرانسيس بامكانية القول أن اليابان محكومة من قِبَل «دكتاتورية خَيِّرَة» لم تُفرض قسراً، لأن الشعب الياباني الذي يعتبر نفسه مجموعة متجانسة ومتماثلة بمصدر أحادي ومستقر للسلطة، اختار أن يُحكم بهذا الأسلوب. إذ يعكس هذا النمط من الحكومة توافقاً اجتماعياً واسعاً ومتجذراً في ثقافة موجهة نحو المجموعات بدلاً من الأفراد.
ثقافة التوافق الجماعي اليابانية متوازنة نوعاً ما مقارنة بمجتمعات قريبة، إذ يحترم اليابانيون المؤلف والقصصي الراحل يوكيو ميشيما الذي تحدى التيار السائد. استعمل فرانسيس فيلم السيد سميث يذهب إلى واشنطن كمثال على التجسيد النمطي للبطل الأميركي البسيط الذي يقف وحيداً أمام تلاعب النافذين السياسيين، ويضيف بأن هذا التجسيد قد لا يبدو منطقياً بالنسبة لمجتمعات شرق آسيا. يقول فرانسيس أنَّ هذه الثقافة التي تؤكد على التناغم الجماعي، تشرح أسباب وجود أنظمة سلطوية أكثر وضوحاً في المنطقة. مؤسس سنغافورة لي كوان يو، جادل بأنَّ الديمقراطية معيقة للنمو بسبب تدخلها في التخطيط الاقتصادي العقلاني، وترويجها لنوع من المساواتية الفردية حيث تفرض مصالح شخصية نفسها على حساب مصالح المجتمع الأوسع. وفقاً لفرانسيس، سلطوية سنغافورة معتدلة ولا تخضع للمعايير المتعارف عليها للاستبداد السياسي إلا أنَّ ما يميزها نجاحٌ اقتصادي استثنائي، ونبرة قادتها الغير اعتذارية في الدفاع عنها. ليس كنظام انتقالي كما يفعل السلطويون عادة، بل كنظام متفوق على الديمقراطية الليبرالية. الدولة المدينة مثال كثير الاستخدام لتحليل ما يسمى حالياً بالـ«سلطوية الناعمة».
في بقية الفصل، يناقش فرانسيس إيجابيات وسلبيات الثقافات الجماعية والفردية، بوادر انهيار المؤسسات الأبوية في اليابان، تداعيات تحلل المؤسسات الاجتماعية الأساسية في الولايات المتحدة، احتمالات سير بقية دول المنطقة على خطى اليابان وكوريا الجنوبية وتايوان، أو نشوء أنظمة تجمع ما بين تكنوقراطية الاقتصاد العقلاني والسلطوية الأبوية ودور اليابان في تحديد هذه الوجهة. هذه السلطوية إن تشكلت، لن تكون دولة قمع بوليسي على الأرجح يقول فرانسيس، بل قائمة على احترام حقيقي من المواطنين للسلطة وامتثالهم لقواعد السلوك المجتمعية. يختتم الفصل بالتأكيد أنه وبتلاشي الاختلافات الآيديولوجية بين الدول، ستنتقل الاختلافات إلى ميادين الثقافة والتنافس الاقتصادي. بمعنى أن الدولة القومية كنظام أو قطب مركزي لتحديد الهوية، لن ينهار أو يستبدل بصيغة أخرى في النظام الدولي. حتى لو تزايدت عدد الدول التي تتشارك في طبيعة نظمها الاقتصادية والسياسية.

### العلاقات الخارجية
في الفصل الثالث والعشرين، أورد فرانسيس المبادئ أو الأفكار الأساسية لطبيعة العلاقات الدولية خلال القرن المنصرم. كان نيكولو ماكيافيلي قد جادل بضرورة بناء المواقف على واقع الحياة كما هي وليس كما يتخيلها الفلاسفة، وأن أفضل الدول تلك التي تحاكي سياسات أسوأها ما أرادت النجاة. دخلت هذه الفلسفة مجال العلاقات الدولية بعد الحرب العالمية الثانية نتيجة التشاؤم من إمكانية التقدم التاريخي، وكان جورج كينان، هانز مورغنثاو ورينولد نيبور من وضع لبنتها الأساسية لتصبح دعامة مدرسة في السياسة الخارجية الأميركية أُطلق على صياغتها المنهجية مسمى الواقعية الكلاسيكية.
تفترض الواقعية الكلاسيكية أنَّ عدم الاستقرار حالة عالمية ودائمة بسبب فوضوية النظام الدولي. كل دولة تشكل تهديداً لأخرى بغياب سيادة دولية، وبالتالي حمل السلاح للدفاع عن النفس يصبح علاجاً وحيداً. الإحساس بعدم الأمان حتمي لأن كل دولة تنظر بعين الريبة للأخرى وتفسر تحركاتها الـ«دفاعية» كتهديد وبذلك تباشر بإجراءات دفاعية سيتم تفسيرها كتصرفات عدائية أو هجومية من دولة أخرى، وهكذا يصبح التهديد نبوءة ذاتية التحقق. الخصائص الداخلية لدولة ما أمرٌ غير متصل لأن السعي إلى النفوذ هو المحرك الأساسي مبدئياً لجميع الدول. ذلك أن الآيديولوجيات مظهر كاذب لتزييف الأهداف المباشرة وهي النفوذ والسلطة دائماً.
بما أنَّ كان الدافع المبدئي لجميع الدول متشابه، عوامل السلام أو الحرب لا علاقة لها بالشمائل العدائية أو المسالمة لدولة ما. في الواقع، هي متعلقة بمستوى توازن القوة العسكرية بين هذه الأنظمة. إن وجد التوازن، لن يؤثي العدوان أُكُله على الأرجح. وإن غاب، تُشجع الدول على استغلال ضعف جيرانها لتمديد الهيمنة وممارسة النفوذ. تأخذ الواقعية شكلان، توصيفي وتوجيهي. التوجيه الواقعي أنتج أربعة قواعد عامة لإدارة السياسة الخارجية:
- الحل الأساسي لمشكلة غياب الأمان العالمية هو تعزيز القدرات الدفاعية والحفاظ على توازن من القوى ضد عدو محتمل. لا يُمكن للدول الاعتماد على المنظمات الدولية مثل الأمم المتحدة التي لا تمتلك القدرة على الفرض أو الردع. الاحترام الدولي مهم ولكنه ليس كافياً، الموارد الطبيعية والقدرات الصناعية بقدر الأهمية ولكنها وسائل لتعزيز الورقة الأساسية في مجال السياسة الدولية ألا وهي القوة العسكرية.
- اختيار الحلفاء أو الأعداء قائم على المقدرة وليس التشابه الآيديولوجي أو السياسات الداخلية، واستعمل فرانسيس أمثلة تاريخية متعددة منها حلف الولايات المتحدة والاتحاد السوفييتي لهزيمة ألمانيا النازية.
- خلال تقييم المخاطر الخارجية، على رجال الدولة قراءة القدرات العسكرية بدل النوايا. النوايا موجودة دائماً غير أن مزاج دولة حليفة قد يتغير، بينما نوعية وكمية التسليح في حد ذاتها مؤشرات غير متلونة على النوايا.
- ضرورة استبعاد الأخلاقيات عن السياسة الدولية، فالأخلاقيات التي تُعرف أمةً ما لا تتطابق مع الأخلاقيات التي تحكم الكون.

قَسَّمَ هنري كيسنجر أنظمة العالم إلى نوعين، «ثورية» و«شرعية». الأنظمة الشرعية تتقبل شرعية الدول الأخرى ولا تحاول تحدي حقها في الوجود. الأنظمة الثورية في المقابل، مصدر إزعاج مستمر لعدم قبولها بالوضع الراهن. مثل الاتحاد السوفييتي الذي ألزم نفسه بنضال الثورة العالمية ونجاح الاشتراكية، والولايات المتحدة كذلك تصرفت كنظام ثوري في أوقات. لهذا السبب يرفض الواقعيون الكلاسكيون إقحام الأخلاقيات في السياسة الخارجية، لأن الأخلاقي قد يكون خطيراً بتمجيده الأعمى للتعاون المتبادل، وقد يتغاضى عن أساليب الإكراه والقمع المتواجدة في أشكال سلم مجتمعي راهنة.
يقول المؤلف أن هذا المنطق أوجد وضعاً متناقضاً، لأن الواقعيين كانوا الأكثر احتمالاً لتسوية الخلافات مع أعداء أقوياء. وبما أن الطبيعة الآيديولوجية للدول غير مهمة بالنسبة للسلام والأمن الدوليين، محاولات العلاج عبر وسائل ثورية مثل مهاجمة شرعية دول معادية بانتقاد سجلها الحقوقي سياسة مضللة وخطيرة في نظر فرانسيس. المدرسة الواقعية لعبت دوراً رئيسياً في تغيير انطباعات الأميركيين عن السياسة الخارجية، وأنقذت الولايات المتحدة من ميلها السابق لحماية أمنها عبر الاعتماد الكلي على الأمم المتحدة. لم تنجح الواقعية الكلاسكية لأنها مثلت حقائق أبدية بل لأن العالم كان منقسما بين دول مختلفة جذرياً وتقف على مسافة واحدة من العداء. إطار الليبرالية العالمية للأمم المتحدة صُمم أساساً لتنظيم التفاعلات بين دول ليبرالية، غير أن العداء بين تلك الآيديولوجيات أدى إلى تجاهله أو استعماله بطريقة مخادعة لتمرير سياسات عدائية. مع ذلك، يقول فرانسيس أن الاسهامات المبكرة للواقعية لا ينبغي أن تصرف الأذهان عن نقاط ضعف خطيرة في هيكلها الأساسي.

### نقد النظرية الواقعية
يصف فرانسيس النظرية الواقعية بالاختزالية ما تعلق بنظرتها لدوافع وسلوكيات المجتمعات البشرية، إذ تختصر عِلَّةَ النظام الدولي في ذاته بدلاً من وحداته المُكَوِّنة. إلى حدٍ كبير، يَفترضُ الواقعيون تَأصُلَ عدوانية المجتمعات البشرية بغض النظر عن صيغ تنظيمها سياسياً. النظام العالمي كما وصفه الواقعيون يشبه حالة الطبيعة لتوماس هوبز، غير أنَّ حالة الحرب عنده لا تنشأ من الرغبة بالحفاظ على الذات وحدها بل لتعايشها مع الغرور أو ما سماه هيغل بالنضال من أجل الاعتراف. لولا أشخاص راغبين بفرض معتقداتهم على الآخرين، أولئك المتشبعين بروحية التعصب الديني بالذات، لم يكن لحالة الحرب البدائية أن تتشكل في المقام الأول وذلك وفقاً لهوبز. جادل جان جاك روسو أن الخوف وعدم الأمان لا يقودان إلى التسلط بل إلى الانعزال والهدوء. بتعبير آخر، فوضوية النظام الدولي بحد ذاتها لا تخلق الحروب.
حقيقة أنَّ السلام كان صعب المنال تاريخياً، يعكس واقع أن دولاً محددة تريد أكثر من مجرد الحفاظ على وجودها. مثل سيد هيغل الأرستقراطي، يسعون للاعتراف بقيمتهم على أسس ملكية أو دينية، قومية أو آيديولوجية، وخلال سعيهم هذا يجبرون دولاً أخرى على القتال أو الخضوع. مثلما أن حالة حرب الإنسان الأول كانت نضالاً للهيبة والنفوذ، النزاعات العالمية بدأت من نضالٍ للاعتراف بين الدول وهو ما حدده فرانسيس بالمنبع الأصلي للإمبريالية. لذلك لا يستنتج الواقعي شيئاً من توازن القوى في النظام الدولي إلا إذا تبنى افتراضات معينة عن طبيعة المجتمعات التي تشكل هذا النظام. وهو بالضبط ما فعله الجيل القديم أو الواقعيين الكلاسيكيين، إذ أفسحوا مجالاً لمراعاة الخصائص الداخلية للدول في تحليلاتهم وإن ظَهَر عليها الاختزال.
يقول المؤلف أنَّ الواقعية التي تفترض عالمية السعي إلى أقصى قوة ممكنة، لا تفسر إقدام بريطانيا على حَلِّ مستعمراتها، أو نبذ مصطفى كمال أتاتورك للطورانية وتأسيس دولة قومية في الأناضول. قد يجادل الواقعيون أن بريطانيا الغير استعمارية أو تركيا الكمالية تمثلان نضالاً لأجل السلطة، بما أنَّ السلطة أو القوة تتخذ أشكالاً مختلفة منها الحفاظ على الوضع الراهن أو التركيز على التنمية الاقتصادية. ناهيك عن حقيقة أن قطبي القوة بعد الحرب العالمية الثانية تبنى موقفاً معادياً للإمبريالية البريطانية وإن غلب عداء الشيوعية على الأميركيين. هذه اعتبارات صحيحة، لكنها تُظهر أنَّ تعريف القوة واسع عند الواقعيين، لأنه يجمع أولئك الذين أظهروا سعياً واضحاً للحد من قوتهم بمن يستعمل العنف والعدوان لتوسيع نطاق نفوذه، وبالتالي خَسر تعريفهم قيمته الوصفية والتحليلية. لا يمكن تبسيط السياسات بمجرد سعي إلى السلطة أو القوة التي قد تتخذ أشكالا مختلفة بالفعل، بعضها إيجابي مثل التنافس الاقتصادي.
وفقاً لفرانسيس، تسعى الدول إلى غايات متعددة تحددها مفاهيمهم للشرعية. الواقعيين الذين شددوا على ضرورة قراءة المقدرات العسكرية بدل النوايا، يبدون عاجزين عندما تتغير المبادئ بصورة راديكالية. لم تتغير موازين القوى العسكرية في أوروبا الشرقية، غير أنَّ فقدان الدول الشيوعية لمصداقيتها واحدة تلو الأخرى، أفقد الروس ثقتهم بأنفسهم لاستعادة إمبراطوريتهم بالقوة. وبالتالي انهار حلف وارسو بطريقة أسرع مما لو نشبت حرب حقيقية. التحول في مفاهيم الشرعية كان ما دفع البريطانيين للاستغناء عن مستعمراتهم بخلاف الفرنسيين والبرتغاليين الذين تشبتوا بها لفترة. دون هذا التغيير، لتمكنت بريطانيا من استعادة الامبراطورية بعد تعافيها اقتصادياً. غير أنَّ تسليم الإنجليز بعدم شرعية الاستعمار ضابط قوي لعدم عودته.

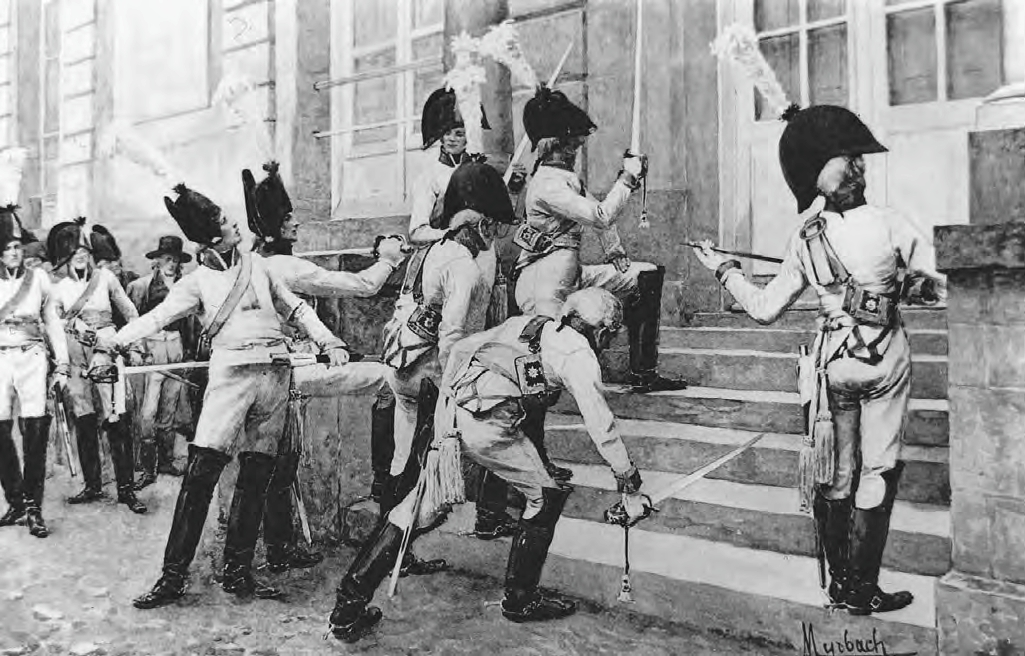
جنود ألمان يشحذون سيوفهم على دُرجات السفارة الفرنسية في برلين بغرض استفزازهم للحرب عام 1806

تَحَوُّل مفاهيم الشرعية يكشف عن ضعف آخر في النظرية الواقعية، وهو عجزها عن التطرق إلى سؤال التاريخ. خلافاً لبقية جوانب الحياة السياسية، يفترض الواقعيون أنَّ العلاقات الدولية محصنة من العملية التطورية التي تتم حولها. لم تستطع الواقعية تفسير غياب الحروب بين الديمقراطيات الليبرالية. على سبيل المثال، توازن القوى العسكرية بين الولايات المتحدة وكندا ليس خاضعاً للمقارنة أصلاً، غير أنَّ دخول أميركا بحرب ضد كندا أو ممارسة النفوذ بسبب هذا التفاوت، ليس بالخيار المطروح على الطاولة. وبالمثل بالنسبة للدنمارك وهولندا أو حتى بين دولتين بينهما تاريخ طويل من التنافر مثل فرنسا وألمانيا. أي اقتراح بعودة القوى الأوروبية كما كانت في القرن التاسع عشر بسبب فوضوية النظام الدولي، يتجاهل التغيرات الطارئة على طبيعة المجتمعات الأوروبية.
في بقية الفصل، ناقش فرانسيس وبكثير من التفصيل تأثير التحولات الاجتماعية على سياسة الحرب والعسكرية في أربعة جوانب وهي دور الثورة البرجوازية في استبدال الطموحات الأميرية والتشدد الديني بتراكم غير محدود للممتلكات، صعود المساواتية ودورها في الحد من قدرة الأرستقراطيين على الزج بآلاف القرويين في حروب، دور الثورة الصناعية في الحط من أهمية مصادر الدخل التقليدية لصالح التكنولوجيا والتنظيم العقلاني للعمل، ودور التكنولوجيا في تصاعد كلفة الحروب اقتصادياً. بالرغم من كل هذه التحولات، نشبت أكثر حروب العالم دموية بعد ثورة البرجوازيين. هناك عدة تحليلات لذلك، منها ما تعلق بخلفية الطبقة الأوروبية الحاكمة إلى الحرب العالمية الأولى وفقاً لجوزيف شومبيتر، وأخرياتٌ اِتصلن ببعض تَجلّيات القومية.

### المصالح القومية
القومية مظهر حديث من مظاهر النضال من أجل الاعتراف، تمثل تحولاً في صيغة الميغالوثيميا إلى شكل أكثر ديمقراطية. بدلاً من أمراء يناضلون لمجد شخصي، تطالب الأمة بالاعتراف وتظهر استعداداً للقبول بمخاطر الموت العنيف لضمان مكان لبلادها تحت الشمس. تستبدل القومية علاقة الأسياد والعبيد بصيغة اعتراف متماثل ومتبادل لأنها أكثر مساواتية. لا تعتبر الشعب، من حيث المبدأ، جزئاً من الميراث العائلي للحاكم. القومية في حد ذاتها ليست قيمة ليبرالية، غير أنَّ ظهور مبادئ الأخيرة كان متوازياً ومتشابكاً مع شروق الوعي القومي بالذات والأمثلة التاريخية كثيرة على هذه العلاقة الترادفية. مع أخذ ذلك بالاعتبار، القومية وإن كانت أحدث من الدين والملكية بما أنها ظهرت بعد الثورة الصناعية، لا تزال تجلياً غير عقلاني لرغبات الاعتراف. بسبب احتمالية طغيان شعور غير عقلاني بالتفوق، قد تؤدي القومية إلى حروب مع قوميات أخرى تسعى بدورها لنيل اعتراف بكرامتها. لذلك من السهل استبدال الطموحات الدينية والملكية بالقومية كأساس للإمبريالية، وألمانيا النازية أكثر الأمثلة استعمالاً للإشارة إلى أكثر تمظهرات القومية تطرفًا.

## النقد
أثار الكتاب جدلاً كبيراً عند صدوره، ولا زال يُناقش ويٌراجع إلى اليوم بعد مرور 33 عاماً على صدوره. مجلة فورين أفيرز تسائلت عن كيفية إستقبال الأطروحة في آسيا وأميركا اللاتينية حيث الديمقراطيات الليبرالية ضعيفة وأساسيات الاحتياجات الإنسانية غير متوفرة. مهما كانت الردود فهم مدينون لفوكوياما لهذا العمل الطموح عن الفلسفة السياسية الذي يبدو نموذجياً للتقاليد الثقافية الأوروبية أكثر من الأميركية، وينتظرون أفكاراً جديدة أبعد من «الإنسان الأخير». كان فوكوياما معروفاً في نطاق ضيق ومحدود محصور في دوائر السياسة الخارجية قبل صدور مقال مجلة ناشيونال إنترست عام 1989 والكتاب عام 1992.
أستاذ فوكوياما السابق في جامعة كورنيل آلن بلوم، أشاد بالمقالة وتوفي في سنة إصدار الكتاب. وصف بلوم المقال بالجريء والعبقري وقال بأن المقالة ليست الكلمة الأخيرة في نقاش مهم. يقول بلوم بأن أفكار الحرية والمساواة انتصرت باقناعها معظم أمم العالم أنها محقة وذلك بتدمير الأسس الثقافية والسياسية للفهم البديل لمعنى العدالة. الفاشية والشيوعية كانت أفكاراً تشكلت لتحدي تطبيق أفكار عصر التنوير وقدمت نفسها كخصم للبرجوازيين، الوصف الذي تبنوه لمواطني الديمقراطيات الليبرالية. أشاد بلوم برفض فوكوياما للتعريفات الاختزالية التي تبناها أولئك ليس لمجرد أنها «منحطة» على حد تعبيره، بل لعدم قدرتها على وصف وشرح الظواهر بدقة دون تشويهها بوضعها في قوالبهم الجامدة. الخمسين عاما من معارضة الفاشية والشيوعية قدمت للولايات المتحدة أهدافا أخلاقية وسياسية واضحة، ولكنها كانت سلبية. إذ أخذ الغرب توجهه من الشر الذي كان يواجهه، يقول بلوم. المسار العملي الكارثي المعادي لليبرالية من اليسار واليمين دحض النظريات التي استندوا عليها في عدائهم. فقدان القطب السالب قد يبدوا إيجابياً ولكن الحركات التي تدعو إلى المساواة بالطرق الممكنة والمستحيلة ستظهر من جديد وسيكون للقومية والدين صوت أعلى. هُزمت الفاشية عسكرياً ولكن لها مستقبل وإن لم يكن هو المستقبل بالضرورة، فالدول الأوروبية التي قد تفشل في إيجاد مبررات عقلانية لطرد أعداد كبيرة من المهاجرين سوف تعود لأساطيرها القومية. الدول الأفريقية والشرق أوسطية لسبب ما لا تنجح بسهولة في تطبيق الحداثة، وتجد إغراءات في أشكال متنوعة من الظلامية لتأكيد الذات ومعنى الوجود. ولكن فوكوياما يقول بلوم، وضح أهمية الفلسفة للرجال العمليين الذين يبحثون عن تفسير لوضع جديد في العالم.
هارفي مانسفيلد، أستاذ الحكومة بجامعة هارفارد وأحد أساتذة فوكوياما، يقول أن فرانسيس بضلاعته في الفلسفة تفوق على منظري العلوم السياسية الذين يستهلكون أطروحات إيمانويل كانت أو أساؤا قراءة مقطتفات من ثوسيديديس. لا يمكن تجاهل أو رفض نهاية التاريخ لأنه يجسد أمالنا وشكوكنا، وعبر فوكويوما عن كليهما ببراعة، يقول مانسفيلد. نهاية التاريخ منطقية ومتماشية مع معتقدنا عن التقدم. فاذا كان التقدم نحو حياة أفضل، لابد وأن يكون له نهاية في حياة كاملة. المجتمع القابل للتحسين يجب أن يكون لديه مفهوم لهذا الكمال، بدون نهاية التاريخ لن نتمكن من معرفة ما إذا كنا نسير إلى الأمام، كما نعتقد، أو الخلف. في نفس الوقت، يرى مانسفيلد أن الأطروحة تفسير مبالغ فيه لانهيار الاتحاد السوفييتي.
قبل تأليفه صراع الحضارات، وصف صامويل هنتجتون مقال نهاية التاريخ بالعبقري وفي نفس الوقت اعتبره أكثر تجليات ما وصفه بالـ«نهاوية» تطرفاً. في 1996، ألف كتاباً يرد فيها على أطروحة تغلب الديمقراطية الليبرالية ويقدم نظرية جديدة لصراعات عالم ما بعد الحرب الباردة، وهو انقسام العالم لسبع أو ثمان تكتلات ثقافية سماها حضارات مجادلاً بأن الاختلافات الثقافية وليس السياسية ستكون المحرك الأول للصراعات القادمة.
بعض الانتقادات ترى بأن الكتاب كان يعكس احتفال الولايات المتحدة في تلك الفترة بـ«موت ماركس» وانحسار الشيوعية في العالم، وآخرون جادلوا بأن الكتاب لم يسلط الضوء كثيراً على الولائات الإثنية والأصوليات الدينية، الإسلامية تحديداً، كعوامل مضادة للديمقراطية الليبرالية.
بنجامين باربر كتب مقالا عام 1992، وكتاب عام 1995، بعنوان «الجهاد ضد ماك وورلد» وماك وورلد هي إشارة لمكدونلدز وإنتشاره حول العالم كنتيجة للعولمة، يقول باربر بأن النيوليبرالية هي الدافع خلف العولمة، وأن قوى السوق الحر الغير منظمة سوف تواجه قوى محدودة التفكير أو ضيقة سماها «قبلية»، وفقا لباربر هناك مستقبلان محتملان:
- الأول «قبولة» الدول القومية أو لبننتها، حيث الثقافة تعارض الثقافة، الناس ضد الناس، قبيلة ضد قبيلة، جهاد باسم مئات من الأديان بتصورات ضيقة لكل أشكال الترابط والتعاون الاجتماعي والتبادلية المدنية. العولمة تفرض ثقافة جديدة على السكان، فتشعر القوى «القبلية» بالتهديد وتتفاعل سلبياً.
- الثاني هو ماك وورلد، عالم مفتون بالموسيقى والوجبات السريعة وأجهزة الكمبيوتر يضغط على الدول للتحول إلى شبكة عالمية متجانسة مرتبطة ببعضها عن طريق التكنولوجيا والتجارة والاتصالات والبيئة.

في كتابه، يجادل باربر كيف أن «الجهاديين» أو «القبليين» الذين يأتون في صور متعددة سواء كانت دينية أو عرقية أو ثقافية، والطرف المقابل وهم النيو ليبراليين المتسامحون مع الشركات المتعددة الجنسيات، كلاهما ليس مفيداً لترسيخ الديمقراطية. لإن ماك وورلد يحقق السلام والازدهار الاقتصادي ولكن على حساب الهويات المحلية، في حين أن «الجهاديين» أو «القبليين» مثل الحكومات العسكرية أو الدول الثيوقراطية يروجون للهوية ولكن على حساب السلام والازدهار الاقتصادي.

### ردود فوكوياما
استشهد فرانسيس فوكوياما ومعارضي هننغتون بالنمور الآسيوية وهي دول تبنت نظماً اقتصادية غربية، وفي حالات سياسية كذلك مثل كوريا الجنوبية واليابان، وتبنت تكنولوجيا غربية ووصلت إلى درجة اختراع التكنولوجيا الخاصة بها في السنوات الأخيرة، دون أن يؤثر ذلك على تميزها الثقافي فاليابان وكوريا الجنوبية، تبقى مميزة ثقافياً عن الدول الغربية رغم تبنيها أو استعارتها الكثير من الحضارة الغربية، وهو جدال فوكوياما بأن انتشار الديمقراطية الليبرالية لا يعني بالضرورة غياب الثقافة كسمة مميزة للمجتمعات.
في عام 2014، ألف فوكويوما كتاباً جديداً بعنوان النظام السياسي والاضمحلال: من الثورة الصناعية إلى عولمة الديمقراطية، تمسك فيه فوكوياما بنظريته في كتاب «نهاية التاريخ والإنسان الآخير» مع تركيز خاص على الدول الآسيوية والشرق أوسطية والعملية الشاقة لبناء الدولة فيها، وشرح أسباب الفشل الأميركي في بناء دول ديمقراطية مستقرة وفاعلة أو «الذهاب إلى الدنمارك» حسب تعبيره في العراق وأفغانستان.
في أكتوبر 2001، رد فوكوياما في مقالة بصحيفة وول ستريت جورنال على التصريحات أن هجمات 11 سبتمبر فندت وجهات نظره بالقول أن الأطروحة الأصلية لا تعني وجود عالم خال من الصراع، ولكن الوقت والموارد يقفان إلى جانب التحضر. وفي عام 2008، كتب مقالاً في واشنطن بوست يقول فيه بأن الاسلام السياسي يشكل تحدياً للديمقراطية الليبرالية بالتأكيد، بعض المسلمين يهوون نثريات أسامة بن لادن أو الرئيس الإيراني السابق محمود أحمدي نجاد، ولكن جاذبية هذا النوع من الإسلام الذي ينتمي للقرون الوسطى محدودة للغاية. خصص فوكوياما جزءاً بسيطا من كتابه عن الإسلام وجادل بأنه ليس قوة إمبريالية مثل الفاشية أو الستالينية، ولا يحظى بجاذبية ثقافية أو عاطفية تذكر خارج «معاقله»، وأشار إلى السعودية وإيران مجادلا بأن هذه الدولتان إما ستتحولان إلى ديمقراطيات ليبرالية بمجتمعات مسلمة كحالة تركيا، أو ينتهي بها المصير إلى الزوال.
عزار غات، بروفسور الأمن القومي بجامعة تل أبيب، اتفق جزئيا مع فوكوياما وجادل بأن حركات الاسلام السياسي لا تشكل خطراً حقيقياً أو تقدم نفسها كبديل ناجح وموضوعي للديمقراطية الليبرالية، ولكنه استشهد بروسيا والصين كتحديات وخصوم أقوياء للغرب لقدرتهم التأثير على دول أخرى. تناول فوكوياما هذه النقطة وكتب بأنه وبالرغم من التقدم الذي حققته الأنظمة الاستبدادية، تبقى الديمقراطية الليبرالية أقوى وأكثر جاذبية على نطاق واسع. معظم المستبدين بما في ذلك فلاديمير بوتين، لا يزالون يشعرون بأن عليهم التوافق مع طقوس ديمقراطية حتى وهم يكرهون مضمونها. وحتى في الصين، وجد هو جين تاو نفسه مضطرا للحديث عن الديمقراطية خلال التحضير لدورة الألعاب الاولمبية في بكين، وفقا لفوكوياما.

## روابط خارجية
- نهاية التاريخ والإنسان الأخير على موقع الموسوعة البريطانية (الإنجليزية)

فيديو فرانسيس فوكوياما يناقش كتابه عام 1992